# Game of Thrones
Game of Thrones (engl. für „Spiel der Throne“, oft abgekürzt mit GoT) ist eine US-amerikanische Fantasy-Fernsehserie von David Benioff und D. B. Weiss für den US-Kabelsender HBO. Die von Kritikern gelobte und kommerziell erfolgreiche Serie basiert auf der Romanreihe A Song of Ice and Fire („Das Lied von Eis und Feuer“) des US-amerikanischen Schriftstellers George R. R. Martin, der anfangs ebenfalls an der Serie mitwirkte. Die späteren Staffeln weichen allerdings zunehmend von der Buchvorlage ab. Mit dem Ende der fünften Staffel wurde das derzeitige Ende der Buchvorlage erreicht, die weiteren Staffeln gehen über die geschriebenen Ereignisse hinaus. 
Die Handlung ist in einer fiktiven Welt angesiedelt und spielt auf den Kontinenten Westeros und Essos. Die sieben Königreiche von Westeros ähneln dem europäischen Mittelalter und sind durch eine riesige Mauer aus Eis von einem Gebiet des ewigen Winters im Norden abgeschirmt. Frühling, Sommer, Herbst und Winter können mehrere Jahre oder gar Jahrzehnte andauern, ihre Länge ist variabel und nicht vorhersehbar. Die Geschichte beginnt am Ende eines langen Sommers und wird zunächst in drei Handlungssträngen weitestgehend parallel erzählt. Zwischen den mächtigen Adelshäusern des Reiches bauen sich Spannungen auf, die schließlich zum offenen Thronkampf führen. Der Winter bahnt sich an, und es zeichnet sich im hohen Norden von Westeros, wo die Nachtwache an der Mauer die Königreiche schützen soll, eine Gefahr durch eine fremde Macht ab. In Essos ist Daenerys Targaryen als Erbin der vor Jahren abgesetzten Königsfamilie von Westeros bestrebt, wieder an die Macht zu gelangen.
Die komplexe Handlung umfasst zahlreiche Figuren und thematisiert unter anderem Politik und Machtkämpfe, Gesellschaftsverhältnisse, Kriege und Religionen. Zahlreiche Charaktere weisen differenzierte moralische Facetten auf; ebenso kommen im Verlauf der Serie einzelne Protagonisten ums Leben.
Die Erstausstrahlung erfolgte am 17. April 2011 bei HBO, gefolgt von der deutschsprachigen Erstausstrahlung am 2. November 2011.
Insgesamt besteht die Serie aus acht Staffeln, wobei die ersten sechs Staffeln jeweils aus zehn, die siebte Staffel aus sieben und die achte Staffel aus sechs Episoden besteht. Die letzte Folge der achten Staffel und somit der gesamten Serie wurde am 19. Mai 2019 in den Vereinigten Staaten und am 20. Mai 2019 in Deutschland erstausgestrahlt.

## Handlung

### Hintergrund und Vorgeschichte
Die Handlung spielt in einer fiktiven, an das europäische Mittelalter angelehnten Welt, in der Sommer und Winter jeweils mehrere Jahre dauern können. Über den Großteil des Kontinents Westeros erstreckt sich ein Königreich, das nach seinen Vorgängerreichen Sieben Königslande genannt wird. Diese sieben Königreiche wiederum sind aus vielen anderen, älteren Reichen hervorgegangen. Im Norden grenzen die Königslande, die etwa die Größe Südamerikas haben, an ein Gebiet ewigen Eises, geschützt durch eine vor mehreren tausend Jahren errichtete gewaltige Mauer aus Eis, welche von der Nachtwache beschützt wird. Östlich von Westeros befindet sich, getrennt durch eine Meerenge, der Kontinent Essos. Es gibt zwei weitere Kontinente namens Ulthos und Sothoryos. Über sie ist allerdings nicht viel bekannt.
Die ersten menschlichen Siedler, die „Ersten Menschen“, besiedelten vor mehreren tausend Jahren Westeros bis in den hohen Norden. Sie bekämpften zunächst die ursprünglichen Einwohner von Westeros, die sogenannten „Kinder des Waldes“, doch kam es zu einer Verständigung. Viele Geschehnisse der älteren Geschichte wie das „Heldenzeitalter“ und die „lange Nacht“ sind nur in groben Zügen bekannt, da schriftliche Aufzeichnungen erst aus späterer Zeit erhalten sind. Während sich die Ersten Menschen im Norden des Kontinents halten konnten, wurden sie in den anderen Reichen durch die später eingewanderten „Andalen“ weitgehend verdrängt. Die Andalen brachten den neuen Glauben „der Sieben“ mit nach Westeros (sieben Gesichter eines einzigen Gottes), wohingegen die Ersten Menschen weiterhin zu den alten namenlosen Göttern beteten, die sie von den Kindern des Waldes übernommen hatten.
Der Norden, die Flusslande, die vor der Targaryen-Invasion zeitweise mit den Eiseninseln vereint waren, die Westlande, das Tal von Arryn, die Weite, die Sturmlande sowie Dorne waren einst unabhängige Königreiche. Rund 300 Jahre vor Beginn der Handlung eroberte der valyrische Adlige Aegon Targaryen, später auch Aegon der Eroberer genannt, alle Reiche außer Dorne, das fast 200 Jahre später friedlich in das Reich integriert wurde. Die Targaryens etablierten so ihre Königsherrschaft über ganz Westeros. Aegons wichtigste Waffe waren Drachen, doch starben diese gut 150 Jahre später aus. Magie spielt kaum noch eine Rolle, die Geschichten über die „weißen Wanderer“ gelten nur noch als Mythos aus längst vergangener Zeit.
17 Jahre (in den Büchern: ca. 15 Jahre) vor Beginn der Handlung in der Serie ließ eine Rebellion die Herrschaft des Hauses Targaryen zusammenbrechen. Auslöser für den als „Roberts Rebellion“ bekannten Umsturz waren die Entführung Lyanna Starks durch den Kronprinzen Rhaegar Targaryen sowie die Ermordung mehrerer hochrangiger Persönlichkeiten (darunter des damaligen Lords von Winterfell, Rickard Stark) durch König Aerys II. Die Häuser Stark, Baratheon, Arryn und Tully erhoben daraufhin die Banner gegen Aerys, der sich auf das mächtige Haus Tyrell in der Weite und das Haus Martell in Dorne stützen konnte. Der Krieg dauerte ein Jahr; erst die Schlacht am Trident, in der Rhaegar Targaryen durch Lyannas Verlobten Robert Baratheon getötet wurde, brachte die Entscheidung. Kurz darauf eroberten die Truppen des Hauses Lennister (im Original Lannister) die Hauptstadt Königsmund (im Original King’s Landing) im Handstreich – König Aerys, der auch „der irre König“ genannt wird, ging davon aus, Unterstützung zu erhalten – und plünderten sie. Aerys selbst wurde von Jaime Lennister, einem Mitglied seiner Leibgarde, getötet. Anschließend bestieg Robert Baratheon den Thron. Einige Jahre später musste er eine Rebellion des Hauses Graufreud (im Original Greyjoy) von den Eiseninseln niederschlagen. Als Sicherheitsmaßnahme schickte er Theon Graufreud, den Sohn Balon Graufreuds (des Lords der Eiseninseln), als Mündel nach Winterfell.

### Erste Staffel
Die Handlung der ersten Staffel folgt recht dicht der Romanhandlung des ersten Originalbands A Game of Thrones. Auf das titelgebende politische „Spiel der Throne“ wird wiederholt angespielt.
Die Serie beginnt zu einem Zeitpunkt, als ein neuer Machtkampf zu entbrennen droht. Die maßgeblich Beteiligten sind die mächtigen Adelsfamilien Stark, Lennister und Baratheon. König Robert Baratheon fragt seinen alten Freund Eddard Stark, ob dieser ihm als Hand des Königs dienen will, da seine letzte Hand, Jon Arryn, verstorben ist. Eddard folgt mit seinen Töchtern Sansa, die Roberts Sohn Joffrey heiraten soll, und Arya dieser Einladung. Zu Recht vermutet er, dass sein Vorgänger, der für Robert und ihn wie ein Ersatzvater war, ermordet wurde. Es stellt sich heraus, dass das Haus Lennister, aus dem Roberts Ehefrau Cersei stammt, eigene Ziele hinsichtlich des Eisernen Throns verfolgt. Der Konflikt zwischen diesen Familien und den anderen einflussreichen Adelshäusern (wie den Graufreuds, Tullys, Arryns und Tyrells) führt schließlich zu Roberts Ermordung, Eddards Hinrichtung und zum Krieg. Gleichzeitig erwacht im Norden, jenseits des gewaltigen Eiswalls, der die sieben Königslande dort abschirmt, eine uralte und gefährliche Macht, von der aber während der Thronkämpfe im Süden kaum jemand Notiz nimmt. Jenseits des Meeres auf dem Kontinent Essos planen in der Zwischenzeit die überlebenden Mitglieder der ehemaligen Königsfamilie Targaryen, Viserys und Daenerys Targaryen, die Rückkehr nach Westeros, um den Thron zurückzugewinnen. Viserys geht dafür einen Handel mit einem Khal des Reitervolkes der Dothraki ein, durch den Daenerys besagten Khal (Khal Drogo) heiraten soll. Als dieser einige Zeit nach der Heirat verstirbt, legt Daenerys drei mutmaßlich versteinerte Dracheneier auf den Scheiterhaufen und geht ebenfalls in das Leichenfeuer, aus welchem sie allerdings unversehrt und in Begleitung der geschlüpften Drachen heraustritt.

### Zweite Staffel
In der zweiten Staffel wird im Wesentlichen die Handlung des zweiten Originalbands A Clash of Kings dargestellt, wobei die inhaltlichen Abweichungen gegenüber der Buchvorlage größer sind als in der ersten Staffel.
Im Reich tobt ein Krieg zwischen Roberts Brüdern Stannis und Renly Baratheon sowie dem neuen jungen König Joffrey I. Baratheon, der außergewöhnlich tyrannisch herrscht. Unterstützung erhält Joffrey dabei vom Haus Lennister, dem Haus seiner Mutter Cersei. Stannis und Renly hingegen sind uneinig und streiten sich darum, wer der rechtmäßige Nachfolger ihres Bruders ist. Renly stützt sich auf die Sturmlande und auf das einflussreiche Haus Tyrell, während Stannis immer mehr der mysteriösen Melisandre Vertrauen schenkt. Der Norden hat sich nach der Hinrichtung Eddard Starks in Königsmund unter Robb Stark, Eddards Sohn und dem König des Nordens, für unabhängig erklärt und führt gegen die Lennisters in den Flusslanden und im Westen Krieg. Arya Stark ist nach der Hinrichtung ihres Vaters mit der Unterstützung eines Bruders der Nachtwache in Richtung Norden auf der Flucht, doch unterwegs werden die meisten ihrer Mitreisenden gefangen genommen und nach Harrenhal, dem Hauptquartier der Lennisterarmee, gebracht. Kurzzeitig ist sie Tywin Lennisters Bedienstete und wird von Petyr Baelish erkannt, jedoch nicht verraten, bevor sie fliehen kann. Ihre Schwester Sansa ist eine Geisel der Lennisters in Königsmund, wo sie von Joffrey Baratheon misshandelt wird. Jaime Lennister ist nach einer Entscheidungsschlacht mit Robb Stark dessen Gefangener und dient als Geisel zur Wahrung der Sicherheit von Sansa und Arya. Tyrion Lennister versucht, als neue amtierende Hand, in Königsmund die Lage unter Kontrolle zu halten, wobei er sich gegen seine intrigante Schwester Cersei durchsetzen muss. Auf den Eiseninseln plant in der Zwischenzeit Balon Graufreud von den Thronkämpfen im Reich zu profitieren, indem er seinen Sohn Theon Graufreud Winterfell erobern lässt, die Heimat der Starks. Die Männer der Nachtwache unternehmen derweil eine Expedition in das Land jenseits der Mauer, um die unklare Lage vor Ort zu untersuchen. Währenddessen kämpft Daenerys Targaryen auf dem Kontinent Essos um ihr Leben und das Bestehen ihrer Gefolgschaft, mit welcher sie dank der Hilfe von Xaro Xhoan Daxos für einige Zeit in der Stadt Qarth zu Gast ist. Während ihres Aufenthaltes werden ihre Drachen gestohlen und zum Haus der Unsterblichen gebracht, da die residierenden Hexenmeister von ihnen einen Schub an magischer Kraft erhalten wollen. Daenerys kann sich und ihre Drachen retten. Nachdem sie herausgefunden hat, dass Xaro Xhoan Daxos über die Ausmaße seines Reichtums gelogen hat und am Diebstahl der Drachen beteiligt war, verlässt sie die Stadt.

### Dritte Staffel
Die dritte Staffel behandelt etwa die erste Hälfte des dritten Originalbands A Storm of Swords, der für eine einzige Staffel zu umfassend ist, allerdings mit mehreren Abweichungen bzw. Modifizierungen zur Handlung in den Büchern.
In Westeros scheinen die Lennisters den sogenannten „Krieg der fünf Könige“ so gut wie gewonnen zu haben. Stannis Baratheon, der die potenziell größte Bedrohung darstellte, ist nach der Entscheidungsschlacht am Schwarzwasser (im Original Blackwater) geschlagen und verfügt nur noch über wenige Truppen. Das Haus Tyrell hat sich den Lennisters angeschlossen und die geplante Heirat von Joffrey mit Margaery Tyrell soll das neue Bündnis der beiden mächtigsten Häuser im Reich bekräftigen. Die Tyrells werden allerdings von Sansa Stark vor Joffreys Unmenschlichkeit und Bosheit gewarnt. Während Tywin Lennister nun als neue Hand in Königsmund faktisch regiert, ist Tyrions Stellung am Hof sehr unsicher geworden, doch auch Cersei muss erkennen, dass ihr Einfluss schwindet. Tywin Lennister plant zudem, Tyrion Lennister mit Sansa Stark und Cersei Lennister mit Loras Tyrell zu verheiraten. Robb Stark hat zwar jede Schlacht gewonnen, dennoch scheint er den Krieg zu verlieren. Die Lennisters verfügen über große Ressourcen, im Norden toben weiterhin die Männer der Eiseninseln und Winterfell ist nach Theon Graufreuds Verrat nur noch eine Ruine. Robbs Liebesheirat mit Talisa hat zudem sein Verhältnis zu den Freys stark belastet. Er bemüht sich, das Bündnis mit Haus Frey zu retten, doch bei der später so genannten „Roten Hochzeit“ wird er von den Freys und den Boltons verraten, die Reste seines Heeres werden vernichtet, seine Mutter, Talisa und ihr ungeborenes Kind sowie er selbst werden kaltblütig ermordet.
Sansa ist weiterhin eine Geisel der Lennisters, was durch die Hochzeit mit Tyrion eigentlich verstärkt werden soll, allerdings behandelt er sie zuvorkommend und freundlich. Während Bran und Rickon gemeinsam mit Meera und Jojen Reet (im Original Reed) im Norden auf dem Weg zur Mauer sind, ist Arya in den Flusslanden auf der Flucht. Sie stößt auf die „Bruderschaft ohne Banner“, welche Gendry, den Bastardsohn von Robert Baratheon, an Melisandre verkauft, die ihn ihrem Gott opfern will, um Stannis zu helfen. Ser Davos Seewert hilft Gendry bei der Flucht aus Drachenstein. Arya wird vom Bluthund Sandor Clegane entführt, da er plant, sie gegen eine Belohnung zu ihrer Familie zu bringen. Jaime Lennister und Brienne von Tarth sind währenddessen auf dem Weg nach Königsmund, wobei sie unterwegs von Männern gefangen genommen werden, die Lord Bolton unterstehen, einem Gefolgsmann der Starks. Jaime verliert seine rechte Hand, bevor er von Tywin Lennister freigekauft wird.
In Essos erreicht Daenerys Targaryen die Stadt Astapor an der sogenannten Sklavenbucht, wo sie dort ausgebildete Elitetruppen, die sogenannten „Unbefleckten“, erwerben will, um den Eisernen Thron zu gewinnen, doch verfolgt sie noch andere Ziele. Unerwartet schließt sich Ser Barristan Selmy Daenerys an, die im weiteren Verlauf der Handlung unter anderem ihre Absicht deutlich macht, gegen die Sklaverei in Essos vorzugehen. Nachdem sie alle Unbefleckten mit einem ihrer Drachen gekauft hat, befreit sie Astapor mit ihnen von der Sklaverei und bietet ihnen ebenfalls die Freiheit an. Doch die Unbefleckten beschließen, für sie zu kämpfen. Später erreicht sie Yunkai, überredet die Söldnerarmee der „Zweitgeborenen“, sich ihr anzuschließen, und befreit Yunkai ebenfalls von den Sklavenhaltern.
Im Land jenseits der Mauer sind die meisten Männer der Nachtwache von den „Weißen Wanderern“ massakriert worden; die wenigen Überlebenden versuchen, die Mauer zu erreichen und die Menschen im Süden vor der neuen Bedrohung zu warnen. Jon Schnee hat sich zum Schein den Wildlingen unter Manke Rayder (im Original Mance Rayder), dem König jenseits der Mauer, angeschlossen, doch seine Loyalität wird auf eine harte Probe gestellt, als er sich in die Wildlingsfrau Ygritte verliebt. Rayder plant, nach Süden vorzustoßen, um der Gefahr durch die weißen Wanderer zu entkommen, doch dazu muss zuerst die Mauer überwunden werden.

### Vierte Staffel

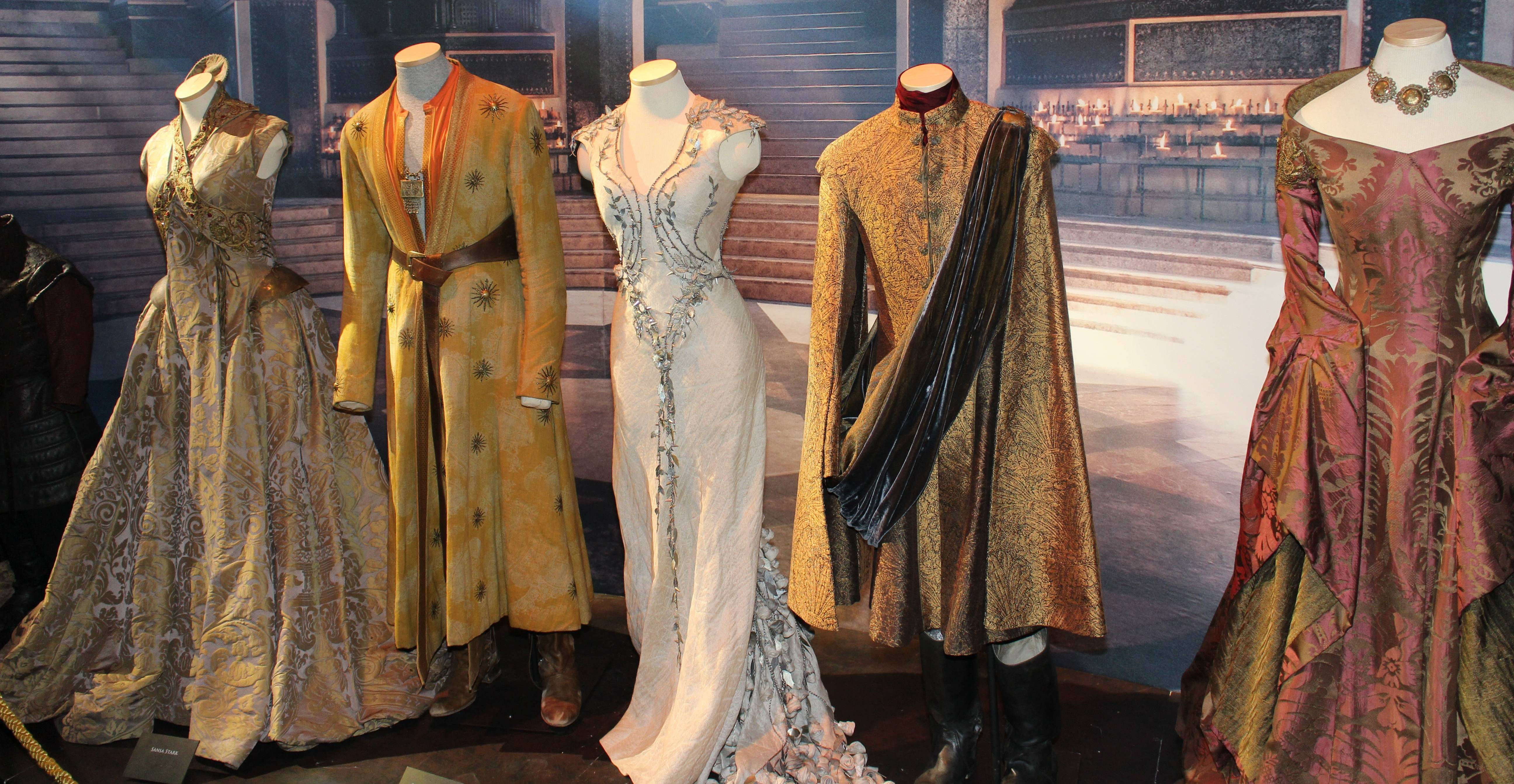
Kostüme aus der 4. Staffel von Charakteren am Königshof

Die vierte Staffel behandelt (mit einigen Abweichungen und Modifizierungen) etwa die zweite Hälfte des dritten Originalbands A Storm of Swords.
Die Rebellion des Nordens gegen den Thron ist faktisch beendet, doch die Lage im Reich bleibt weiterhin angespannt, zumal Stannis noch immer lebt und ganze Landesteile vom Krieg verheert sind. Jaime Lennister ist nach Königsmund zurückgekehrt, wird dort aber von Cersei kühl empfangen, während Tywin seinen Sohn dazu drängt, das Erbe von Casterlystein (im Original Casterly Rock) anzutreten. Tyrion wird nun mit Sansa Stark verheiratet, die von den Nachrichten über die brutale Ermordung Robbs und Catelyns traumatisiert ist. Wenngleich Tyrion nun Meister der Münze ist, ist er am Hof weiterhin faktisch isoliert, während die Tyrells an Einfluss gewonnen haben. Die königliche Hochzeit Joffreys mit Margaery Tyrell rückt ebenfalls näher. Prinz Oberyn Martell aus Dorne trifft nun am Hof ein und ist darauf aus, für den Mord an seiner Schwester Elia Rache zu nehmen, die am Ende von Roberts Rebellion während der Plünderung Königsmunds auf (wie er vermutet) Tywin Lennisters Befehl von Gregor Clegane ermordet wurde.
Der Norden wird weiterhin teilweise von Männern der Eiseninseln kontrolliert, wo der neue Wächter des Nordens, Roose Bolton, seine nächsten Schritte plant. Ramsay foltert Theon Graufreud und erfährt schließlich, dass Bran und Rickon noch am Leben sind. Jenseits der Mauer meutern einige der Brüder der Nachtwache, töten Jeor Mormont und nehmen Crasters Bergfried ein. Später nehmen sie außerdem Bran und seine Gefährten gefangen, doch diese können sich befreien, als Jon Schnee die Meuterer angreift und besiegt. Bran, Hodor und die Reets erreichen schließlich den Werholzbaum, von welchem Bran geträumt hatte, doch als sie von Wiedergängern angegriffen werden, wird Jojen getötet. Die anderen werden von den letzten Kindern des Waldes gerettet und Bran beginnt seine Ausbildung als der nächste dreiäugige Rabe. Auf der Mauer bereiten sich die Männer der Nachtwache auf den Angriff der Wildlinge unter Führung von Manke Rayder vor.
Arya Stark und der Bluthund sind nach der Roten Hochzeit, deren Zeugen sie waren, auf dem Weg nach Hohenehr, doch als sie erfahren, dass Lysa Arryn gestorben ist, beschließt der Bluthund, mit Arya durch Westeros zu ziehen. Wenig später werden beide von Brienne von Tarth gefunden, die Arya gemäß ihrem Schwur beschützen will. Es kommt zum Kampf zwischen Brienne und dem Bluthund, in dem dieser unterliegt. Arya nimmt ihm sein Geld ab und lässt ihn zum Sterben zurück, bevor sie sich auf den Weg nach Braavos macht. Nachdem sie einem Kapitän aus Braavos eine braavosische Münze gezeigt hat, nimmt er sie auf seinem Schiff mit.
In Essos hat Daenerys Targaryen Meereen, die letzte verbliebene und größte Stadt der Sklavenbucht, erreicht und erobert; währenddessen sind ihre heranwachsenden Drachen immer schwieriger zu kontrollieren. Rhaegal und Viserion werden daher in einem unterirdischen Kerker angekettet, Drogon ist nicht aufzufinden.
Während seiner Hochzeit wird Joffrey Baratheon von Olenna Tyrell vergiftet und stirbt, nachdem er vergifteten Wein getrunken hat. Während seines Ablebens deutet er auf Tyrion, den er zuvor, um ihn zu demütigen, als Mundschenk auserkoren hatte. Cersei lässt Tyrion sofort einsperren und verlangt auch nach Sansa, doch diese konnte mithilfe des Narren Ser Dontos, den sie zuvor gerettet hatte, rechtzeitig entkommen. Er bringt sie zu einem Schiff, auf welchem Petyr Baelish wartet und ihr berichtet, dass der Narr von ihm entsandt wurde, um ihr eine Kette zu schenken. Er deutet an, dass das Gift, „der Würger“, in der Kette versteckt war, doch Sansa erkennt den Zusammenhang nicht beziehungsweise verdrängt ihn. Lord Baelish bringt sie nach Hohenehr, wo er ihre Tante ehelicht. Tommen Baratheon wird zum neuen König ausgerufen. Tyrion wird zum Mord an Joffrey angehört. Er erhält kaum Möglichkeiten zur Verteidigung, und als zum Ende der Verhandlung seine Geliebte Shae gegen ihn aussagt, verlangt er ein Götterurteil durch Zweikampf. Nachdem sich zuerst kein Streiter hat finden lassen, besucht ihn Oberyn Martell im Kerker und sichert ihm zu, gegen den Kämpfer von Cersei, den „Berg“, anzutreten, um damit auch die Ermordung seiner Schwester zu rächen. Im Kampf hat Oberyn durch seine Wendigkeit den klaren Vorteil, doch als er dem Berg eine nahezu tödliche Wunde zufügt, wird er unvorsichtig, da er das Geständnis des am Boden liegenden Clegane hören will. Dieser reißt ihn von den Füßen und zerdrückt seinen Schädel. Tyrions Todesurteil soll am nächsten Tag vollstreckt werden. In der Nacht wird er allerdings von Jaime aus dem Kerker befreit. Jaime erklärt, dass Varys bei der Flucht helfen werde, und die Brüder verabschieden sich voneinander. Tyrion geht in die Gemächer seines Vaters. Dort trifft er auf Shae, die offenbar mit Lord Tywin geschlafen hat. Tyrion ist von Trauer und Wut überwältigt, er erwürgt sie und findet seinen Vater auf dem Abort, wo er ihn mit einer Armbrust bedroht. Tywin gesteht, dass er Tyrion immer gehasst habe, dass er ihn als Lennister aber nicht hinrichten werde. Als Tywin Shae wiederholt als Hure bezeichnet, tötet Tyrion seinen Vater mit der Armbrust. Er wird von Varys an Bord eines Schiffes gebracht, mit dem beide die Hauptstadt verlassen.

### Fünfte Staffel
Die fünfte Staffel weicht nochmals stärker von den Büchern ab, wobei die Bände A Feast for Crows und A Dance with Dragons thematisch als Einheit betrachtet werden, da etwa der gleiche Zeitraum, nur aus unterschiedlichen Blickwinkeln behandelt wird.
In Westeros droht mit dem Tod Tywin Lennisters die Machtstellung seines Hauses zu erodieren. Cersei versucht als Regentin für Tommen zu regieren und gerät damit in Konflikt mit der neuen Königin Margaery und den Tyrells, die auf die eigene Stellung bedacht sind. Gleichzeitig entsteht eine neue religiöse Reformbewegung, deren Mitglieder als Spatzen (im Original Sparrows) bezeichnet werden und die fanatisch für eine Rückkehr zu einem einfachen Leben im Sinne des Glaubens der Sieben eintreten. Cersei sieht eine Möglichkeit, die Tyrells zu vernichten, und verleiht den Spatzen Macht sowie die Befähigung, Urteile zu verhängen. Anführer ist dabei der sog. „Hohe Spatz“ (im Original High Sparrow), ein einfacher Mann mit sehr starken Glaubensvorstellungen. Brienne von Tarth versucht, Sansa Stark ausfindig zu machen und sie in Sicherheit zu bringen, um den Catelyn Stark geleisteten Schwur einzuhalten. An der Mauer im hohen Norden plant Stannis Baratheon sein weiteres militärisches Vorgehen gegen die Boltons und die Lennisters, wozu er Wildlinge verpflichten will. In der Nachtwache wird mit Jon Schnee ein neuer Kommandant gewählt, wohingegen Stannis beabsichtigt hatte, ihn als Jon Stark zum neuen Lord von Winterfell zu erheben, um sich die Loyalität der Starkanhänger zu sichern. Die Boltons sind bemüht, die eigene Machtstellung zu konsolidieren, wobei sie weiterhin mit Revolten von Starkloyalisten rechnen müssen. Aus diesem Grund erzwingt Ramsay Bolton eine Heirat mit Sansa Stark, um so zumindest symbolisch den Konflikt zwischen den beiden großen Häusern des Nordens zu beenden. Im südlichen Königreich Dorne regt sich Unmut gegenüber den Lennisters; es werden Forderungen nach Rache für den Tod von Prinz Oberyn gestellt, die hauptsächlich von seiner Geliebten Illaria Sand und deren Kindern, den Sandschlangen, ausgehen. Fürst Doran Martell verfolgt eine andere Politik.
In Essos erreicht Tyrion Lennister mit Varys Pentos. Varys überredet Tyrion, gemeinsam weiter nach Osten nach Meereen zu Daenerys Targaryen zu reisen, die er auf den Thron von Westeros setzen will. Tyrion wird unterwegs allerdings von Jorah Mormont entführt, der ihn Daenerys zum Geschenk machen will. Als die beiden die Ruinen von Valyria passieren, sehen sie zunächst Drogon und werden später von den „Steinmenschen“ angegriffen. Einer von ihnen berührt Jorah und überträgt ihm damit die „Grauschuppen“ (im Original „Greyscale“). Sie werden später von Sklavenhändlern gefangen genommen, die sie in die neu eröffneten Kampfarenen verkaufen, wo beide auf Daenerys treffen. Sie verbannt Jorah erneut, nicht bereit, ihm zu vergeben, doch nimmt sie Tyrion auf und entscheidet später, ihn zu ihrem Berater zu machen. Sie ist bemüht, die Kontrolle über Meereen aufrechtzuerhalten, wobei es zu starken Spannungen mit Anhängern der alten Ordnung, den „Söhnen der Harpyie“, kommt, die vor Morden nicht zurückschrecken. Arya Stark erreicht Braavos, wo sie der Attentätergruppe der „gesichtslosen Männer“ beitritt.
In der letzten Episode gesteht Cersei Lennister, die von den Spatzen, deren Anführer nun das Amt des Hohen Septons bekleidet, festgehalten wird, dass sie mit ihrem Cousin Lancel Lennister geschlafen hat. Sie muss daraufhin nackt einen Bußgang durch Königsmund vollführen, den Gang der Buße. Arya Stark hat eigenmächtig Ser Meryn Trant getötet und wird deshalb geblendet; Jon Schnee wird, nachdem er die Wildlinge auf die andere Seite der Mauer geholt hat, um mit ihnen gegen die weißen Wanderer zu kämpfen, in einen Hinterhalt gelockt und von Mitgliedern der Nachtwache, unter ihnen der Junge Ollie, getötet. Im Norden zerschlagen die Boltons das Heer Stannis Baratheons, der dabei schwer verletzt und schließlich von Brienne gefunden wird, die ihn für den Mord an Renly Baratheon hinrichtet. Sansa Stark, nun zwangsverheiratet mit Ramsay Bolton und von diesem immer wieder missbraucht, entkommt zusammen mit Theon aus Winterfell und wird von Brienne und Podrick vor den Schergen Ramsays gerettet. Daenerys Targaryen ist von ihrem verschollen geglaubten Drachen Drogon während eines Attentatsversuchs gerettet worden, befindet sich aber außerhalb von Meereen an einem unbekannten Ort und wird von einer großen Dothrakihorde entdeckt. Um Schändung und Misshandlung zu umgehen, erzählt sie dem Khal, dass sie einst eine Khaleesi war, doch nun soll sie bis zum Ende ihres Lebens in Vaes Dothrak im Tempel der Dosh Khaleen, der Witwen der Khals, bleiben. Währenddessen regiert in Meereen vorläufig Tyrion Lennister, der versucht, einen Friedensvertrag mit den Sklavenhaltern auszuhandeln, da sie die Söhne der Harpyie zu unterstützen scheinen.

### Sechste Staffel
Die sechste Staffel ist die erste Staffel der Serie, die zum überwiegenden Teil auf originärem Material, das nicht in den Das-Lied-von-Eis-und-Feuer-Büchern vorkommt, basiert. Zusätzlich wurden jedoch einige Handlungsstränge aus dem kommenden Buch The Winds of Winter übernommen.
Im Laufe der Staffel wird der Bluthund wieder gezeigt, von dem Arya denkt, dass er tot sei. Nach der Pause in Staffel fünf kommt Bran Stark wieder vor. Er trainiert nördlich der Mauer als dreiäugiger Rabe seine Fähigkeiten zum Warg (=Fähigkeit, geistig mit Menschen oder Tieren zu verschmelzen und Handlungen durchzuführen). Eines Nachts nimmt Bran vor seinem Versteck die Armee der Toten und den Nachtkönig wahr, der Bran ebenfalls geistig „sehen“ kann und ihn durch Berühren seines Armes zeichnet, was bedeutet, dass er im Versteck vor den weißen Wanderern nicht mehr sicher ist. Wenige Minuten später wird die Höhle unter dem Wehrholzbaum von Wiedergängern, dem Nachtkönig und den Weißen Wanderern angegriffen. Bei der Flucht sterben die Kinder des Waldes, Brans Schattenwolf Sommer, Hodor und der alte dreiäugige Rabe. Meera muss ihn nun alleine ziehen, doch bevor beide fast von den Wiedergängern eingeholt und getötet werden, taucht plötzlich Benjen Stark auf und rettet sie. Jon wird von Melisandre durch magische Kräfte wieder zum Leben erweckt. Vor seinem Tod schickte er Samwell Tarly, Goldy und den kleinen Samwell in die Stadt Altsass zur Zitadelle, wo Samwell zum Maester ausgebildet werden soll. Jon lässt Allisar Thorn und die anderen Verräter, darunter den kleinen Jungen Olli, hängen und legt dann sein Amt als Lord Kommandant sowie seine Wache nieder („Meine Wache ist zu Ende“). Er trifft Sansa wieder, die mit Theon und Brienne aus Winterfell geflohen ist. Theon zieht wieder zurück zu den Eiseninseln, wo ihm vom Tod seines Vaters berichtet und sein Onkel Euron Graufreud zum König der Eiseninseln wird. Theon flieht mit seiner Schwester und möchte sich der einzigen überlebenden Targaryen anschließen.
Daenerys wird von Jorah und Daario Naharis gefunden und verbrennt den Tempel mit sich und den Khals darin. Sie ist erneut unversehrt, und der gesamte Khalasar folgt nun ihr, da sie ihre Stärke bewiesen hat. Sie ist nun bereit, Jorah zu vergeben, doch er lehnt ab, da er wegen der Grauschuppen um ihre Sicherheit besorgt ist. Nachdem er ihr seine Liebe gestanden hat, befiehlt sie ihm, ein Heilmittel zu finden und zu ihr zurückzukehren („Wenn ich die Sieben Königslande erobere, brauche ich euch an meiner Seite“). Als Meereen von den Söhnen der Harpyie angegriffen wird, wird es erfolgreich von den Drachen verteidigt. In Königsmund halten die Spatzen Margaery und Loras Tyrell gefangen, und Tommen versucht sie zu befreien, während Cersei sich von dem Gang der Buße erholt. Kevan Lennister dient solange als Hand des Königs. Es kommt zu Streitigkeiten zwischen den Häusern Lennister und Tyrell. Tommen gelingt es, Margaery zu befreien, und es käme bald zu einem Prozess, der zur Befreiung Loras Tyrells beitragen soll.
Der von Melisandre wiederbelebte Jon Schnee bereitet sich mit Sansa auf einen Kampf gegen Ramsay Bolton vor, um seine Heimat zurückzuerobern. Diesen kann Ramsay aufgrund von Truppenstärke und einem taktisch klugen Hinterhalt fast gewinnen, doch wird Jons Armee von den Rittern des grünen Tals gerettet. Sansa hatte hinter seinem Rücken mit Petyr Baelish Kontakt aufgenommen und ihn um Hilfe gebeten. Während des Prozesses von Loras Tyrell wird das Seefeuer im Untergrund von Königsmund auf Befehl von Cersei Lennister angezündet. Die Spatzen und die Tyrells sterben, als die Septe explodiert. Kurz darauf stürzt sich König Tommen aus dem Fenster und stirbt. Cersei wird zur neuen Königin gekrönt. Durch den Mord an der Tyrell-Familie und Oberyn Martell durch die Lennisters möchte Ellaria Sand mit Olenna Tyrell den Krieg gegen die Lennisters ankündigen. Bran kommt am Götterhain vor der Mauer an und hat eine Vision, in der gezeigt wird, dass Jons eigentliche Eltern Rhaegar Targaryen und Lyanna Stark sind. Jon verbannt Melisandre wegen der Ermordung von Sharin Baratheon aus dem Norden und wird kurz darauf zum König des Nordens ausgerufen. Arya Stark verschwindet aus Braavos, nachdem sie sich der Heimatlosen in einem tödlichen Duell erwehren musste und nun ein „gesichtsloser Mann“ geworden ist („Ein Mädchen ist endlich Niemand. Ein Mädchen ist Arya Stark von Winterfell, und ich gehe jetzt nach Hause“). Sie serviert Walder Frey seine beiden Söhne in einer Pastete und schneidet ihm anschließend die Kehle durch. Daenerys Targaryen zieht nach Westeros mit Hunderten Schiffen, den Graufreuds, der Armee der Unbefleckten, dem dazugewonnenen Volk der Dothraki sowie ihren drei Drachen. An ihrer Seite steht Tyrion Lennister, den sie zu ihrer Hand gemacht hat.

### Siebte Staffel

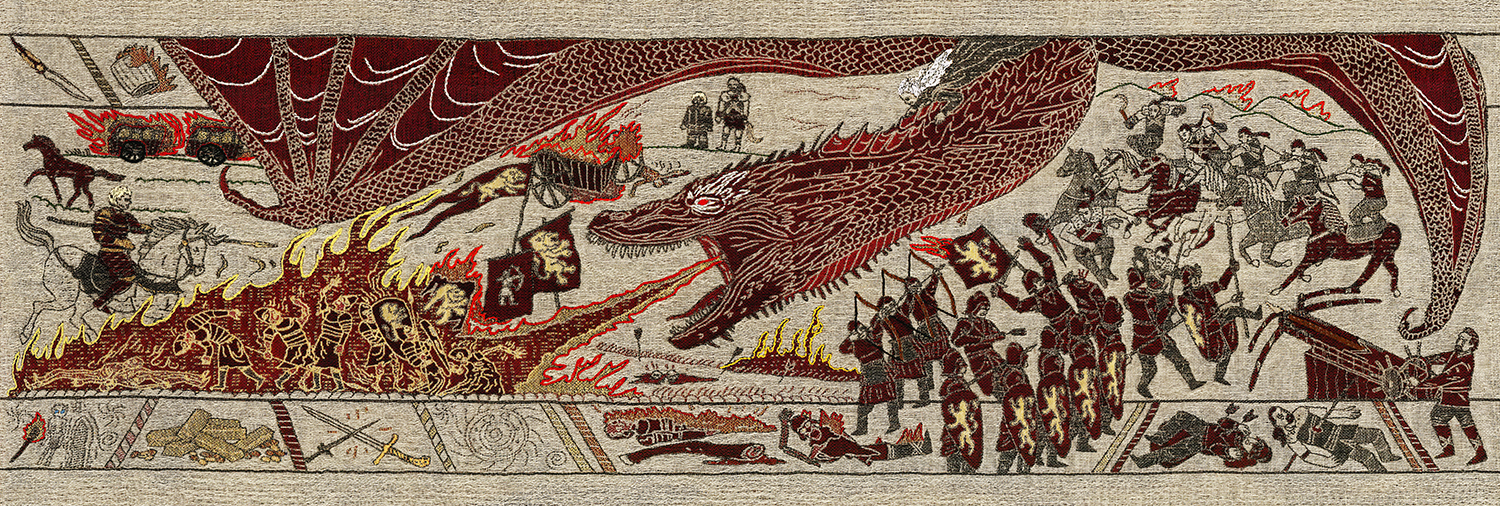
Der Sieg von Daenerys Targaryen in der Schlacht auf dem Goldweg über ein Lennister-Heer. Darstellung auf dem offiziellen Game-of-Thrones-Wandteppich (nach dem Vorbild des Wandteppichs von Bayeux; ausgestellt im Ulster Museum in Belfast, Nordirland).

Die siebte Staffel handelt größtenteils von der Ankunft Daenerys Targaryens in Westeros und ihrem geplanten Eroberungsfeldzug. Trotz der nun offenliegenden Konflikte, vor allem zwischen dem Haus Lennister und dem Haus Targaryen, besteht weiterhin die große Gefahr der Weißen Wanderer und ihrer Armee der Toten im hohen Norden. Aufgrund dieser Gefahr reist Jon Schnee nach Drachenstein und bittet Daenerys um Hilfe, doch es kommt zum Konflikt hinsichtlich seiner Stellung als König des Nordens, die Daenerys nicht anerkennt. Arya Stark (die nach dem Mord an Walder Frey auch alle männlichen Mitglieder des Hauses Frey vergiftet hat) und Brandon Stark kommen noch einmal nach Winterfell zurück, wo es ein Wiedersehen mit Sansa Stark gibt. Kleinfinger intrigiert und versucht, die Starks gegeneinander auszuspielen und so Sansa weiterhin zu beeinflussen, was ihm am Ende zum Verhängnis wird. Brandon Stark erfährt, dass Jons richtiger Name Aegon Targaryen lautet und er der eheliche Sohn von Lyanna Stark und Rhaegar Targaryen ist; auch Samwell Tarly kennt Jons wirkliche Eltern. Die angebliche Entführung und Vergewaltigung Lyannas durch Rhaegar, der Auslöser für „Roberts Rebellion“, stellen einen Irrtum dar.
Cersei Lennister plant derweil die Vernichtung ihrer Feinde und erhält Unterstützung durch Euron Graufreud. Die Lennisters vernichten die Tyrells und neutralisieren Asha Graufreuds Flotte sowie Dorne, während sich die Truppen der Targaryens zum Gegenschlag sammeln. In diesem Zusammenhang setzt Daenerys ihren Drachen Drogon ein und vernichtet mit ihm und den Dothraki eine Lennisterarmee, wovon Jaime zutiefst schockiert ist. Jon begibt sich mit einem Trupp nach jenseits der Mauer und nimmt einen Untoten gefangen, um ihn den Lennisters zu präsentieren, damit diese die wirkliche Gefahr erkennen, die Westeros bedroht. Jon schwört Daenerys schließlich die Treue, nachdem sie ihm zur Hilfe gekommen ist, dabei aber einen ihrer Drachen verloren hat. Nachdem auch die Lennisters von der Bedrohung durch die Untoten jenseits der Mauer wissen, vor der sich alle Seiten fürchten, wird eine vorübergehende Waffenruhe vereinbart. Cersei plant aber bereits einen zukünftigen Verrat, woraufhin sich Jaime von ihr lossagt, obwohl sie ein Kind von ihm erwartet. Jon Schnee und Daenerys Targaryen schlafen miteinander, ohne sich ihrer Verwandtschaft bewusst zu sein. Bei Ostwacht durchbrechen die Untoten unter dem Nachtkönig mit der Hilfe des untoten Drachen Viserion die Mauer und dringen in den Norden der Königslande ein.

### Achte Staffel
Die achte Staffel beginnt mit der Ankunft von Jon und Daenerys in Winterfell. Dort bereitet man sich auf die bevorstehende Schlacht gegen die Armee des Nachtkönigs vor; unerwartete Hilfe erhalten sie von Melisandre, die trotz ihrer Verbannung zurückgekehrt ist, um ihre Pflicht zu erfüllen. Jon Schnee erfährt von Samwell, dass er in Wahrheit Aegon Targaryen heißt und einen größeren Anspruch auf den Eisernen Thron hat als Daenerys, der Jon dies mitteilt. Diese sieht sich nicht nur mit diesem Problem konfrontiert; ein Großteil der Nordmänner vertraut ihr nicht, darunter auch Sansa. Bei der Schlacht um Winterfell fallen ihr Berater Jorah Mormont sowie Theon Graufreud, Beric Dondarrion und Edd Tollett den Untoten zum Opfer, jedoch kann Arya Stark im letzten Moment den Nachtkönig töten, wodurch auch alle anderen Weißen Wanderer und Untoten besiegt sind. Nach der Schlacht nimmt Melisandre ihr magisches Halsband ab, altert rapide und stirbt vor den Toren von Winterfell.
Im Anschluss an die Feierlichkeiten nach der gewonnenen Schlacht schlafen Jaime und Brienne miteinander. Jon hingegen kann die Liebesbeziehung zu Daenerys aufgrund ihres Verwandtschaftsverhältnisses nicht aufrechterhalten. Sie wiederum fühlt sich nicht nur zurückgewiesen, sondern sieht sich durch Jons Herrschaftsanspruch in ihrem Ziel, Königin zu werden, bedroht. Sie bittet Jon, seinen Geschwistern nicht zu verraten, wie sein wahrer Name lautet. Jon entspricht dieser Bitte jedoch nicht, und über Sansa gelangt das Geheimnis auch an Tyrion und Varys.
Weil sie entgegen ihrer Ankündigung bei der Schlacht gegen den Nachtkönig keine Unterstützung geliefert hat, ziehen die überlebenden Krieger des Nordens, Unbefleckten und Dothraki mit Daenerys und ihren verbliebenen Drachen in den Krieg gegen Cersei, die wiederum in der Zwischenzeit Unterstützung von den Söldnern der Goldenen Kompanie aus Braavos erhalten hat. In der Nähe von Drachenstein werden sie jedoch von der Flotte Euron Graufreuds überrascht, dem es gelingt, Daenerys’ Drachen Rhaegal zu töten und Missandei gefangen zu nehmen, die bald darauf vor den Augen von Daenerys und ihren Verbündeten auf dem Tor von Königsmund von Cerseis Handlanger Gregor Clegane hingerichtet wird. Als Jaime davon hört, zieht er nach Königsmund, um seine Schwester, die er noch immer liebt, vor dem Zorn von Daenerys zu schützen, wobei er zunächst von den Unbefleckten gefangen genommen, jedoch von Tyrion befreit und zu Cerseis Rettung geschickt wird. Tyrion bittet seinen Bruder, mit Cersei das Land zu verlassen.
Daenerys, verstört durch den Tod von Rhaegal und Missandei, erscheint derweil zunehmend misstrauisch und isoliert. Varys hegt daher Zweifel an ihrer Eignung zur Herrscherin. Nachdem er sich heimlich gegen sie gestellt und versucht hat, Jon als rechtmäßigen Thronfolger anerkennen zu lassen, wird er von Daenerys hingerichtet. Tyrion ringt ihr anschließend das Versprechen ab, gegenüber den Einwohnern der Hauptstadt Milde walten zu lassen, sofern sich diese ihr unterwerfen. Die darauffolgende Belagerung von Königsmund ist unerwartet schnell beendet; Daenerys zerstört auf Drogon sowohl die Flotte von Euron Graufreud als auch die Goldene Kompanie ohne größere Mühe. Als sich Cerseis Truppen und die Stadtbevölkerung ergeben, gibt sich Daenerys jedoch ihrem Zorn hin, gerät in Raserei und zerstört mit ihrem Drachen den Großteil von Königsmund, wobei zahllose unschuldige Menschen, darunter auch Frauen und Kinder, getötet werden. Auch die Dothraki, die Unbefleckten und die Nordmänner beteiligen sich an dem Massaker. Arya und Sandor Clegane haben sich inzwischen in den roten Bergfried geschlichen. Arya will Cersei ermorden, doch der Bluthund erkennt die Gefahr und schickt Arya zurück; er selbst jedoch lässt sich nicht vom Kampf gegen seinen älteren Bruder Gregor abbringen, in dessen Folge beide gemeinsam vom Turm ins darunter wütende Feuer stürzen. Jaime Lennister erreicht, nachdem er Euron Graufreud im Kampf getötet hat und selbst schwer verletzt worden ist, Cersei und versucht mit ihr zu fliehen, jedoch werden beide unter dem einstürzenden Bergfried begraben und finden den Tod.
Nach dem Sieg richtet Daenerys eine Ansprache an ihre Truppen und kündigt an, die ganze Welt „befreien“ zu wollen. Der erschütterte Tyrion gibt seine Rolle als Hand der Königin auf und wird von Grauer Wurm und seiner Gefolgschaft der Unbefleckten als Hochverräter festgenommen. Nach einem Gespräch mit dem inhaftierten Tyrion muss sich Jon eingestehen, dass Daenerys zu einer Tyrannin geworden ist, und so ersticht er sie nach einem letzten Kuss vor dem Eisernen Thron. Drogon findet sie, schmilzt mit seinem Feuer den Thron ein und fliegt mit ihrem Leichnam davon.
In den Ruinen von Königsmund beraten etwas später die Repräsentanten der wichtigsten Häuser – Arryn, Stark, Tully, Graufreud, Baratheon, ein Prinz aus Dorne, Tarly, Royce und Tarth, ebenso Davos Seewerth, dessen Status im Reich ihm selbst unklar ist – zusammen mit Tyrion Lennister und Grauer Wurm, was mit dem Reich passieren soll. Der Norden wird zum unabhängigen Königreich unter Sansa erklärt, Bran Stark wird zum Herrscher der verbliebenen sechs Königreiche erklärt und macht Tyrion, der ihn vorgeschlagen hat, zu seiner Hand. Zwar kann Bran keine Kinder zeugen, doch die Krone soll fortan ohnehin nicht mehr erblich sein, sondern die Könige sollen gewählt werden. Tyrion führt den Rat des Königs, der sich aus Ser Davos, Großmaester Samwell, Bronn, der nun Herr über die Ländereien der Weite (ehemals Haus Tyrell) ist, und Brienne von Tarth, Kommandantin der Königsgarde, zusammensetzt. Stellvertreter der Kommandantin der Königsgarde wird Podrick. Grauer Wurm und seinem Volk der Unbefleckten wird angeboten, ein eigenes Haus zu gründen, doch diese lehnen ab und bereiten stattdessen ihre Überfahrt nach Naath, der Heimat von Missandei, vor. Arya setzt die Segel, nachdem sie vor Sansa, Jon und Bran angekündigt hat, die Welt westlich von Westeros zu erkunden. Jon Schnee, dessen Bestrafung Grauer Wurm eingefordert hat, wird ins Exil an die Mauer geschickt, um wieder der Nachtwache beizutreten. Diese lässt er jedoch bald hinter sich, um sich Tormund und dem Freien Volk der Wildlinge anzuschließen und in den Norden jenseits der Mauer zu ziehen.

## Institutionen, Titel und Völker

### Die Nachtwache
Die Nachtwache, eine mehrere tausend Jahre alte Institution, ist eine Gemeinschaft unterschiedlicher Männer, die sich der Aufgabe verschrieben haben, die Nordgrenze des Reiches zu sichern. Es gibt 19 Festungen entlang der Mauer, wie der große Eiswall genannt wird, jedoch werden (zum Zeitpunkt der Handlung) nur noch 3 von der Nachtwache bewohnt (Ostwacht an der See, die Schwarze Feste & der Schattenturm). Die Mauer bildet die Nordgrenze des Reiches und erstreckt sich von Ost nach West über den ganzen Kontinent. Die Nachtwache sichert die wenigen Zugänge, die hindurchführen, patrouilliert den Eiswall entlang und kundschaftet jenseits davon, um rechtzeitig vor dem Eindringen von Wildlingen Maßnahmen ergreifen zu können. In Zeiten von Bürgerkriegen oder Thronfolgestreitigkeiten ist die Nachtwache verpflichtet, keine Partei zu ergreifen. Sie ehrt zwar während einer Rebellion alle Könige, regiert sich jedoch selbst. Zu diesem Zweck steht ihnen ein Landstreifen südlich der Mauer zur Verfügung, die sogenannte Schenkung. Diesen Namen bekam der Landstrich von der Legende, dass Brandon der Erbauer den Landstrich der Nachtwache schenkte. Die Schenkung wird von der Nachtwache genutzt, um sich autark mit Nahrung versorgen zu können.
Viele Mitglieder der Nachtwache sind nicht freiwillig dort, sie wurden von ihrer Familie oder dem Gesetz gezwungen. Vereinzelt sind die Mitglieder Drittgeborene ohne Erbanspruch, die aus traditionellen Gründen der Nachtwache beitreten; die Mehrheit besteht jedoch aus Verbrechern oder flüchtigen Personen. In den sieben Königslanden ist es üblich, einem Verurteilten freizustellen, ob das Urteil vollzogen wird oder ob er der Nachtwache beitritt. Da der Dienst in der Nachtwache bis zum Lebensende dauert und die Mitglieder niemals heiraten bzw. Kinder haben dürfen, entledigt sich die Gesellschaft auf diese Weise unliebsamer Individuen – für diese Personen handelt es sich beim Dienst in der Nachtwache im Grunde um ein umgewandeltes Todesurteil. Dementsprechend ist der Ruf der Nachtwache, die dadurch überwiegend aus Kriminellen besteht, in der Bevölkerung nicht besonders positiv.
Dies ist jedoch eine neuere Entwicklung. In früheren Jahrhunderten war die Nachtwache eine Elitetruppe, die zahlreiche zweitgeborene Söhne der Lords beherbergte. Im Norden genießt sie immer noch ein recht hohes Ansehen, und teilweise treten ihr immer noch Adlige freiwillig bei. Eigentlich zählt innerhalb der Nachtwache der frühere gesellschaftliche Stand eines Mitglieds nicht, jedenfalls der Tradition nach, was jedoch nicht immer eingehalten wird. So sind die Führungspositionen dennoch meist mit Adeligen besetzt. Fahnenflucht und Befehlsverweigerung werden mit dem Tode bestraft, die Vollstreckung übernimmt entweder die Wache selbst oder der Lord von Winterfell.
Die traditionelle Kleidung der Nachtwache ist komplett in schwarz gehalten, weswegen ein Beitritt zur Nachtwache metaphorisch als „das Schwarz anlegen“ bezeichnet wird. Dieses Erkennungsmerkmal ist zudem der Grund für die von den Wildlingen abfällig genutzte Bezeichnung „Krähen“. Das zu Beginn der Serie amtierende Oberhaupt der Nachtwache ist Lord-Kommandant Jeor Mormont.

### Die Hand des Königs

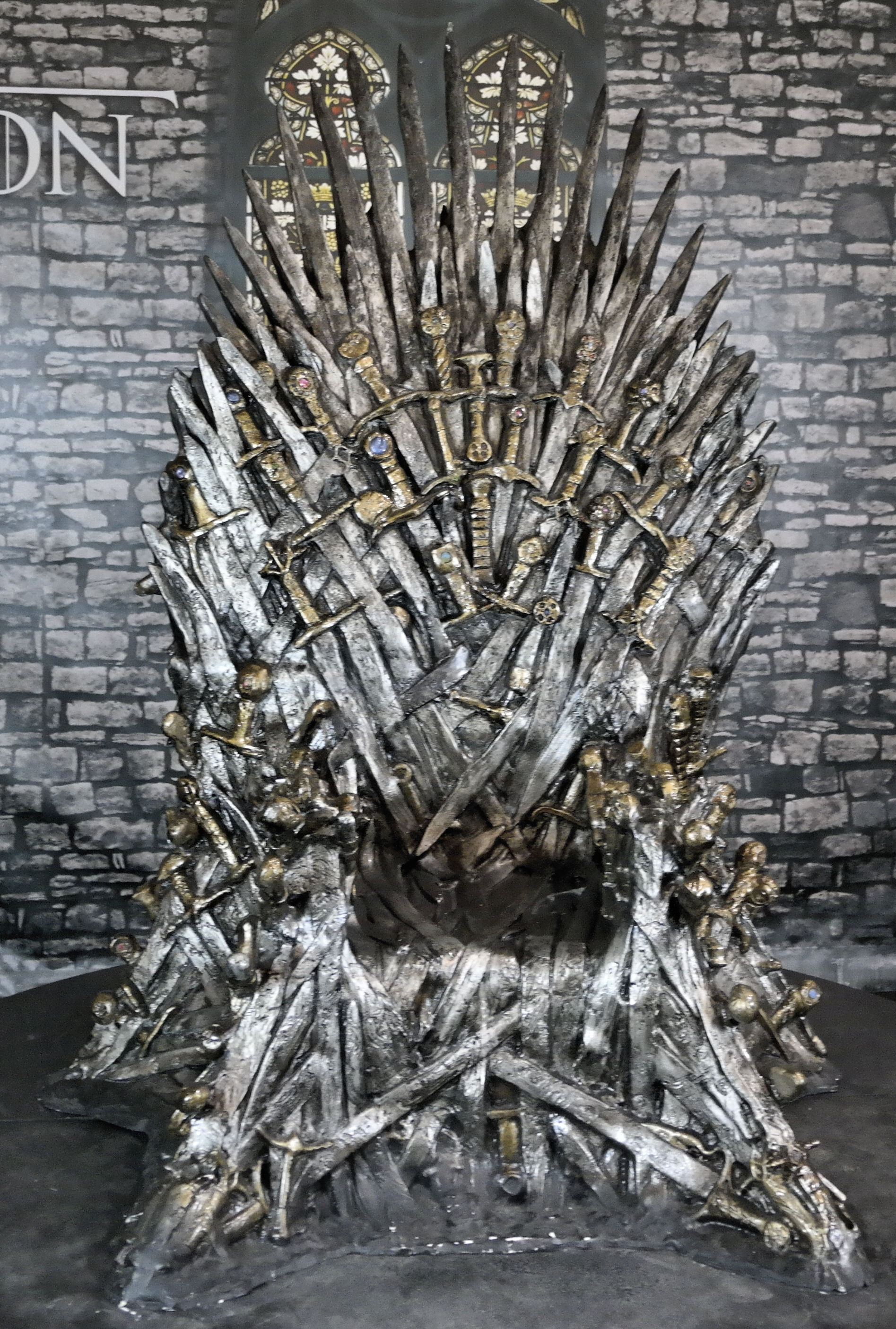
Replik des Eisernen Throns

Die Hand des Königs ist der Stellvertreter des Königs in Königsmund und der erste Verwalter des Reiches. Was er anordnet, gilt als Wille des Königs. Er unterschreibt und siegelt verbindlich mit dem Namen des Königs; wer ihn beleidigt, bedroht oder verletzt, wird so behandelt, als hätte er dies dem König direkt angetan. Die tatsächlichen Einflussmöglichkeiten hängen aber von seiner persönlichen Autorität, seiner Hausmacht und der Unterstützung des Königs ab. Die Hand sitzt außerdem dem Rat vor, sollte der König nicht anwesend sein. Die Hand kann auch Recht sprechen und auf dem Eisernen Thron sitzen, wenn der König es anordnet oder gerade unpässlich ist.
Unter König Robert war zunächst dessen und Ned Starks Ziehvater Jon Arryn die Hand des Königs, der kurz vor Beginn der Serienhandlung verstirbt. Anschließend übernimmt Ned Stark das Amt, nach Joffreys Thronbesteigung wird Tywin Lennister zur Hand ernannt, sein Sohn Tyrion bekleidet den Posten bis zur Schlacht am Schwarzwasser stellvertretend. Nach Tywins Tod wird dessen Bruder Kevan Hand des Königs, Cersei ernennt nach ihrer Thronbesteigung Qyburn zur Hand. Unter Bran Stark wird Tyrion erneut Hand des Königs.

### Der Rat
Es handelt sich beim Rat um die Versammlung einflussreicher Höflinge und Adeliger. Er kann in kleiner und großer Form tagen; die Größe hängt vom Grad der Geheimhaltung ab. Seine Aufgabe ist es, den König und seine Hand zu beraten und ihn beim Regieren zu unterstützen. De facto übernimmt er alle Regierungsgeschäfte. Im Kleinen Rat sitzen jeweils die Meister der verschiedenen Aufgaben.

### Der Meister der Münze
Dieser Posten entspricht einem Schatzkanzler, der die Geldgeschäfte des Königs überwacht. In der Serienhandlung bedeutet dies hauptsächlich, neue Kredite für das Königshaus zu besorgen, das ständig in Geldnot ist. Der Meister der Münze ist ebenfalls Mitglied des Rates und verfügt aufgrund seiner Kontrolle über die Finanzen über beträchtlichen Einfluss. In der Fernsehserie trägt dieses Amt zunächst Kleinfinger (Petyr Baelish); als Tyrion Lennister vom Amt der Hand des Königs abgesetzt wird, dient er als Meister der Münze. Nach Tyrions Flucht wird Maes Tyrell zum Meister der Münze ernannt, der zugleich auch Meister der Schiffe ist und fortan mit Meister der Münze und Schiffe betitelt wird. Nach der Ernennung des neuen Königs (Bran Stark) wird Ser Bronn vom Schwarzwasser, Lord von Rosengarten, zum Meister der Münze ernannt.

### Der Meister der Flüsterer
Der Posten des Meisters der Flüsterer entspricht der Rolle eines Geheimdienstchefs und stellt eine der einflussreichsten Positionen bei Hofe dar. Die Rolle wird zu Beginn der Serie von Varys, „der Spinne“ ausgefüllt, der, obwohl genau genommen kein Lord, kraft seiner Position trotzdem vorwiegend mit Lord Varys angesprochen wird. Der Meister der Flüsterer beaufsichtigt ein Netzwerk von Spionen, die als „kleine Vögel“ bezeichnet werden. Im Verlauf der Fernsehserie geht diese Position von Varys an Qyburn über.

### Der Meister des Rechts
Der Meister des Rechts ist für die königliche Gerichtsbarkeit und die Strafverfolgung verantwortlich. Zu Beginn der Serie wird dieses Amt von Renly Baratheon ausgeübt, nach dessen Ausscheiden aus dem Rat wurde die Position nicht neubesetzt.

### Der Meister des Kriegs
Diese Institution entspricht in etwa einem Kriegsminister, dem die königlichen Streitkräfte unterstellt sind. Da jeder Lord über eigene Haustruppen verfügt, ist der tatsächliche Einfluss – zumindest außerhalb der Kronlande, die dem Eisernen Thron direkt unterstellt sind – fraglich. Wer dieses Amt innehat, oder ob es vielleicht sogar vakant ist, ist unklar, nach Tywin Lennisters Tod wird das Amt dessen Bruder Kevan Lennister angeboten, der jedoch ablehnt.

### Der Meister der Schiffe
Dieses Amt ist mit dem Oberbefehl über die königliche Marine verbunden, ist dem Meister des Kriegs also sehr ähnlich. Während der Herrschaft König Roberts wird dieses Amt von dessen Bruder Stannis bekleidet, unter Joffrey war der Posten unbesetzt, unter König Tommen war Maes Tyrell Meister der Schiffe, unter Königin Cersei wurde das Amt von Euron Graufreud ausgeübt und unter König Brandon Stark von Davos Seewert.

### Königsgarde
Die Königsgarde wurde von den Targaryens als persönliche Leibwache des Königs aufgestellt. Sie umfasst sieben Ritter, die lebenslang in der Garde dienen, keine Frau haben und kein Kind zeugen dürfen. In den Büchern ist ihre Kleidung und Rüstung komplett in weiß gehalten, in der Serie sind jedoch nur die Umhänge weiß. Traditionell wurden die besten Kämpfer in die Garde aufgenommen, doch hat ihr Ruf mit dem Ende der Targaryen-Dynastie gelitten, als der junge Jaime Lennister den wahnsinnigen König Aerys II. tötete. In der Serie werden mehrere wichtige Lord Kommandanten der Königsgarde genannt (unter anderem Ser Barristan Selmy, Ser Jamie Lennister und am Ende der Serie Brienne von Tarth). Ein Ritter der Königsgarde kann nur vom König ernannt werden und muss dem König und dessen Familie ein Leben lang dienen.
Der Lord Kommandant der Königsgarde hat traditionell ebenfalls einen Sitz im Kleinen Rat, dies wurde unter König Robert nicht umgesetzt, da Ser Barristan Selmy während Roberts Rebellion mehrere Kampfgefährten Roberts getötet hatte.

### Maester
Ein Maester ist ein Gelehrter, ausgebildet in Geschichte, Medizin und anderen Wissenschaften. Einige Maester verfügen über Kenntnisse der Magie. Die Maester schmieden sich ein Kettenglied für jedes studierte Gebiet, immer aus einem unterschiedlichen Metall. So kommt es zu der typischen Kette, die alle Maester tragen. Sie werden in der Zitadelle in Altsass (im Original „Oldtown“), der ältesten und zweitgrößten Stadt von Westeros, ausgebildet und dann einem Ort zugewiesen. Sie sind nur diesem verpflichtet und müssen an diesem – selbst wenn der jeweilige Herrschaftssitz eingenommen und ein anderer Lord eingesetzt wird – unter allen Umständen dienen. Zu ihren Aufgaben gehören die Beobachtung des Wetters, Krankenpflege, Beratung des jeweiligen Lords, das Versenden von Nachrichten und die Versorgung der Raben. Die ranghöchsten Maester werden Erzmaester genannt. Der jeweils am Hofe des Königs dienende Maester wird als Großmaester (im Original „Grand Maester“) bezeichnet. Auch der Großmaester hat einen Sitz im Kleinen Rat. Zu Beginn der Fernsehserie bekleidet dieses Amt Großmaester Pycelle, nach Bran Starks Thronbesteigung wurde Samwell Tarly zum Großmaester ernannt.

### Ritter
Die Ritter von Westeros tragen den Titel „Ser“. Jeder Ritter kann einen anderen Mann zum Ritter schlagen, doch in der Regel dienen sie zuvor mehrere Jahre als Knappen eines angesehenen Ritters. Die Ritter sind einem Ehrenkodex verpflichtet, den aber viele nicht einhalten. Um Ritter zu werden, muss man außerdem dem Glauben der Sieben folgen, den die Andalen nach Westeros brachten. Aus diesem Grund gibt es im Norden nur relativ wenige Ritter, wenngleich die Adelshäuser auch dort über gepanzerte Reiterei verfügen.

### Die Wächter
Die Wächter (im Original Wardens) sind seit der Vereinigung der sieben Königreiche die Heerführer des Königs in einer größeren Region. Es gibt insgesamt vier von ihnen, jeder ist jeweils einer Himmelsrichtung zugeordnet. Faktisch handelt es sich um erbliche Titel. Zu Beginn der Handlung fungieren die Häuser Arryn (Osten), Tyrell (Süden), Lennister (Westen) und Stark (Norden) als Wächter.
Zu Zeiten des Friedens ist es nur ein Ehrentitel, und so können die Wächter in diesen Zeiten keine Truppen einziehen, denn dies ist nur bei einer ausländischen Invasion möglich.

### Die Wildlinge

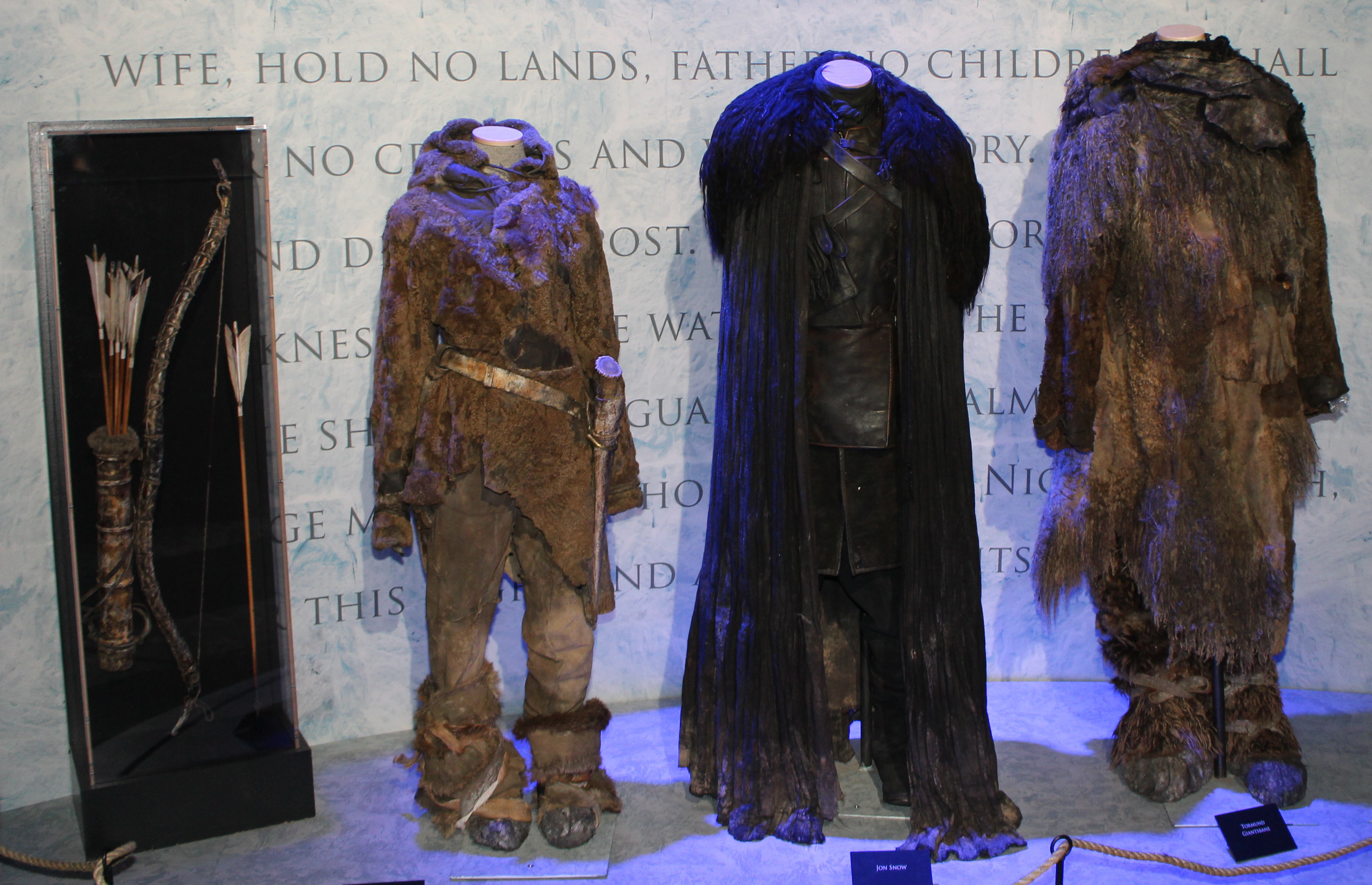
Kostüme von Ygritte, Jon Schnee und Tormund Riesentod

Wildlinge werden die Menschen genannt, die jenseits der Mauer leben, aber es existieren auch Wildlinge im Grünen Tal von Arryn. Sie lehnen politische Autorität ab und folgen nur einem gewählten Führer, dem „König jenseits der Mauer“. Dieser Titel ist nicht erblich, somit gibt es nur gelegentlich einen solchen König, der es schafft, die verfeindeten Stämme zu vereinen. Gesellschaftliche Normen wie traditionelle Geschlechterrollen, Klassenunterschiede oder Ehrerbietung gegenüber einer Autoritätsperson lehnen sie ab. Männer und Frauen kämpfen Seite an Seite, die kriegerischen Frauen werden Speerfrauen (im Original „Spearwives“) genannt. Da das Land jenseits der Mauer ein unwirtliches, nahezu lebensfeindliches Eismeer ist, versuchen viele Wildlinge, die Mauer mit Steigeisen oder ähnlichen Methoden zu überwinden, um das umliegende Land zu plündern. Während der Süden im Bürgerkrieg versinkt, sammeln sie sich unter der Führung von Manke Rayder (im Original „Mance Rayder“), einem ehemaligen Mitglied der Nachtwache.
In der Episode Hartheim treten die Bandmitglieder der Metal-Gruppe Mastodon als Wildlinge auf.

### Weiße Wanderer
Die „Weißen Wanderer“ (White Walkers, in den Büchern The Others genannt) werden in alten Erzählungen erwähnt und sollen in der „langen Nacht“ vor über 8000 Jahren vom hohen Norden aus über die damaligen Reiche der Ersten Menschen hergefallen sein. Sie konnten Tote wiederbeleben (sogenannte Wiedergänger), die dann für sie kämpften und kaum getötet werden konnten. Nachdem sie schließlich doch besiegt werden konnten, wurde zur Abwehr die Eismauer im Norden errichtet. Diese Eismauer wurde von Brandon dem Erbauer (im Original: „Brandon the Builder“) gebaut, der ebenso Winterfell erbaute und das Haus Stark gründete. Bereits vor dem Intro der ersten Folge sind sie zu sehen, jedoch glauben zunächst alle es wäre nur ein Mythos aus längst vergangenener Zeit. Ihr Anführer ist der sogenannte „Nachtkönig“ (im Original Night King), er wurde während des Krieges zwischen den Ersten Menschen und den Kindern des Waldes von den Kindern erschaffen.

### Bruderschaft ohne Banner
Die „Bruderschaft ohne Banner“ (im Original Brotherhood without Banners) ist eine Gruppe von „Gesetzlosen“, die sich der Bewahrung und dem Schutz der Rechte des einfachen Volkes von Westeros verschrieben haben, weshalb sie sich nicht an den Konflikten zwischen den Häusern beteiligten. Dennoch sind ihre Methoden nicht nur edelmütig, da sie für Gold von ihren eigenen Prinzipien abweichen. Einige ihrer Mitglieder, darunter der Priester Thoros von Myr, glauben an den Roten Gott. Ihr Anführer ist Beric Dondarrion. Die Bruderschaft wird von den Lennisters in Staffel zwei und drei unerbittlich verfolgt. Der Berg (Gregor Clegane) tötete Beric Dondarrion, und dieser wurde danach erstmals von Thoros von Myr wiedererweckt.

### Essos
Essos ist der östliche große, trockene und heiße Nachbarkontinent von Westeros und von diesem durch die Meerenge getrennt. In Essos, das sich kulturell stark von Westeros unterscheidet, leben zahlreiche unterschiedliche Völker, darunter beispielsweise die Dothraki, ein kriegerisches Reitervolk ähnlich den Mongolen.

#### Freie Städte
Im Westen des Kontinents liegen die neun freien Städte (Lys, Myr, Pentos, Braavos, Lorath, Norvos, Qohor, Volantis und Tyrosh), bei denen es sich bis auf Braavos um ehemalige valyrische Kolonien handelt. Braavos selbst wurde von Menschen gegründet, die vor der valyrischen Expansion flohen. Die freien Städte betreiben vor allem Handel und streiten untereinander um Einfluss.

#### Freistaat Valyria
Weiter im Osten des Kontinents Essos existierte bis rund 400 Jahre vor Beginn der Serienhandlung der mächtige Freistaat Valyria, der das größte und fortschrittlichste Reich der bekannten Welt war, bevor er infolge einer Naturkatastrophe unterging. Die Targaryens stammen vom valyrischen Hochadel ab. Valyria war für seine Drachen sowie für valyrischen Stahl bekannt, der mit Magie geschmiedet wurde, immer scharf bleibt und niemals rostet. Die gebrauchte Redewendung Valar Morghulis und die entsprechende Erwiderung Valar Dohaeris sind Hoch-Valyrisch für „Alle Menschen“ (in der Serienfassung: „alle Männer“) „müssen sterben“ und „Alle Menschen müssen dienen“. Diese Redewendung dient in der Serie sowohl als Gruß als auch als Motto.

#### Sklavenbucht/Ghiscari-Reich
Östlich der Ruinen von Valyria befindet sich die sogenannte Sklavenbucht mit den wichtigen Städten Astapor, Yunkai und Meereen, wobei letztere die bedeutendste ist. Diese Städte waren einst Teil des Ghiscari-Reiches, das vor mehreren tausend Jahren von Valyria vernichtet worden war.

#### Ferner Osten
Noch weiter im Osten liegen die bedeutende Handelsmetropole Qarth in der roten Wüste und jenseits der Knochenberge liegt in den Schattenlanden die Hafenstadt Asshai, über die nur wenig bekannt ist.

### Religionen

#### Alte Götter
In Westeros ist die älteste Religion die der alten namenlosen Götter. Diese wurden zuerst von den Kindern des Waldes verehrt. Die Ersten Menschen hatten die Kinder zunächst bekämpft; infolgedessen erschufen diese die Weißen Wanderer, doch kam es schließlich zu einem Ausgleich, und die Ersten Menschen übernahmen diesen Glauben. In Wehrholzbäume wurden Gesichter geschnitzt, dort wurden dann die alten Götter verehrt. Die Kinder des Waldes praktizierten ihren Glauben mit Hilfe von Schamanen und sogenannten „Grünsehern“, denen hellseherische Kräfte nachgesagt wurden. Die Andalen vernichteten die Wehrholzbäume im Süden (außer dem Götterauge) und löschten im Laufe der Zeit den Glauben der alten Götter dort faktisch aus. Nur sehr wenige Häuser im Süden sind noch Anhänger der alten Götter, während der Glaube im Norden und jenseits der Mauer fortbestand.

#### Glaube an die Sieben
Mit der Invasion der Andalen, die von Essos nach Westeros einfielen, kam ein neuer Glaube auf den Kontinent. Es handelte sich um eine einzige Gottheit, die aber sieben Facetten besitzt (Vater, Krieger, Schmied, Jungfrau, Mutter, Altes Weib und Fremder). Die Andalen üben ihren Gottesdienst in sogenannten Septen („septem“, lateinisch für „sieben“) aus; Priester werden Septon, Priesterinnen Septa genannt. Der Glaube der Andalen hat seinen Ursprung in Essos, doch wird er dort anscheinend kaum mehr praktiziert.

#### Ertrunkener Gott
Auf den Eiseninseln wird zudem der „Ertrunkene Gott“ verehrt, der eine eigenständige Gottheit darstellt. Seine Anhänger lassen sich ertränken und wiederbeleben, da sie glauben, danach stärker zu sein. Es gibt außerdem noch eine der Taufe gleichende Zeremonie für jene, die dies nicht auf sich nehmen möchten, doch gelten diese unter Eisenmännern nicht als gleichwertig mit den Ertränkten.

#### Roter Gott
In den freien Städten wird unter anderem der „Rote Gott“ (R’hllor) verehrt; es handelt sich um eine dualistische Religion (Licht gegen Dunkelheit). Mit Blick auf den „Großen Tempel von Volantis“ und Vertretungen in jeder der freien Städte sowie der Sklavenbucht scheint es sich bei dem „Roten Gott“ um eine der vorherrschenden Religionen von Essos zu handeln. Durch die in Stannis Baratheons Diensten stehende Priesterin Melisandre und Thoros von Myr, ein Mitglied der Bruderschaft ohne Banner, gelangt der Glaube an R’hllor im Laufe der Serie auch in Westeros zu größerer Bedeutung.

#### Weitere
In Essos sind unterschiedliche Religionen vertreten. Die Lhazareen verehren den „Großen Schäfer“, die Dothraki den „Großen Hengst“. In Valyria wurden mehrere Götter angebetet, die aber nach dem Untergang des Freistaates keine größere Rolle mehr zu spielen scheinen. (Die Drachen von Aegon und seinen Schwestern wurden nach ihnen benannt.) Die freie Stadt Braavos ist multireligiös. Von den dort ansässigen „Gesichtslosen Männern“ wird der „Vielgesichtige Gott“, der eine Verbindung aller anderen Götter mit dem Aspekt des Todes darstellt, verehrt.

### Eiserne Bank von Braavos
Die Eiserne Bank von Braavos (im Original „Iron Bank of Braavos“) ist eine Bank mit Sitz in der Freien Stadt Braavos. Sie ist die mächtigste Bank und verfügt über enorme Geldmittel, sodass sich selbst Könige oder Adelshäuser bei ihr verschulden. Die Methoden der Bank, fällige Schulden einzutreiben, sind gefürchtet. So kommt es bisweilen vor, dass die Bank, wenn sie nicht bezahlt wird, damit anfängt, die Feinde ihrer Schuldner zu unterstützen.

## Figuren
Zu den handelnden Personen siehe Figuren im Lied von Eis und Feuer.

## Produktion

### Konzeption und Entwicklung

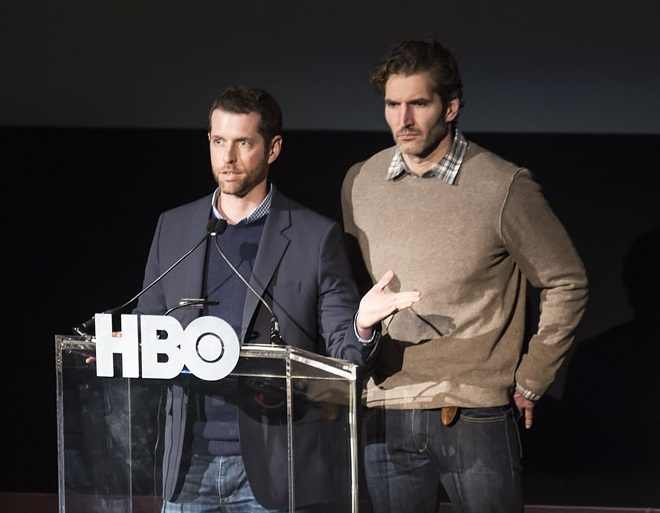
Die Produzenten D. B. Weiss (links) und David Benioff (rechts)

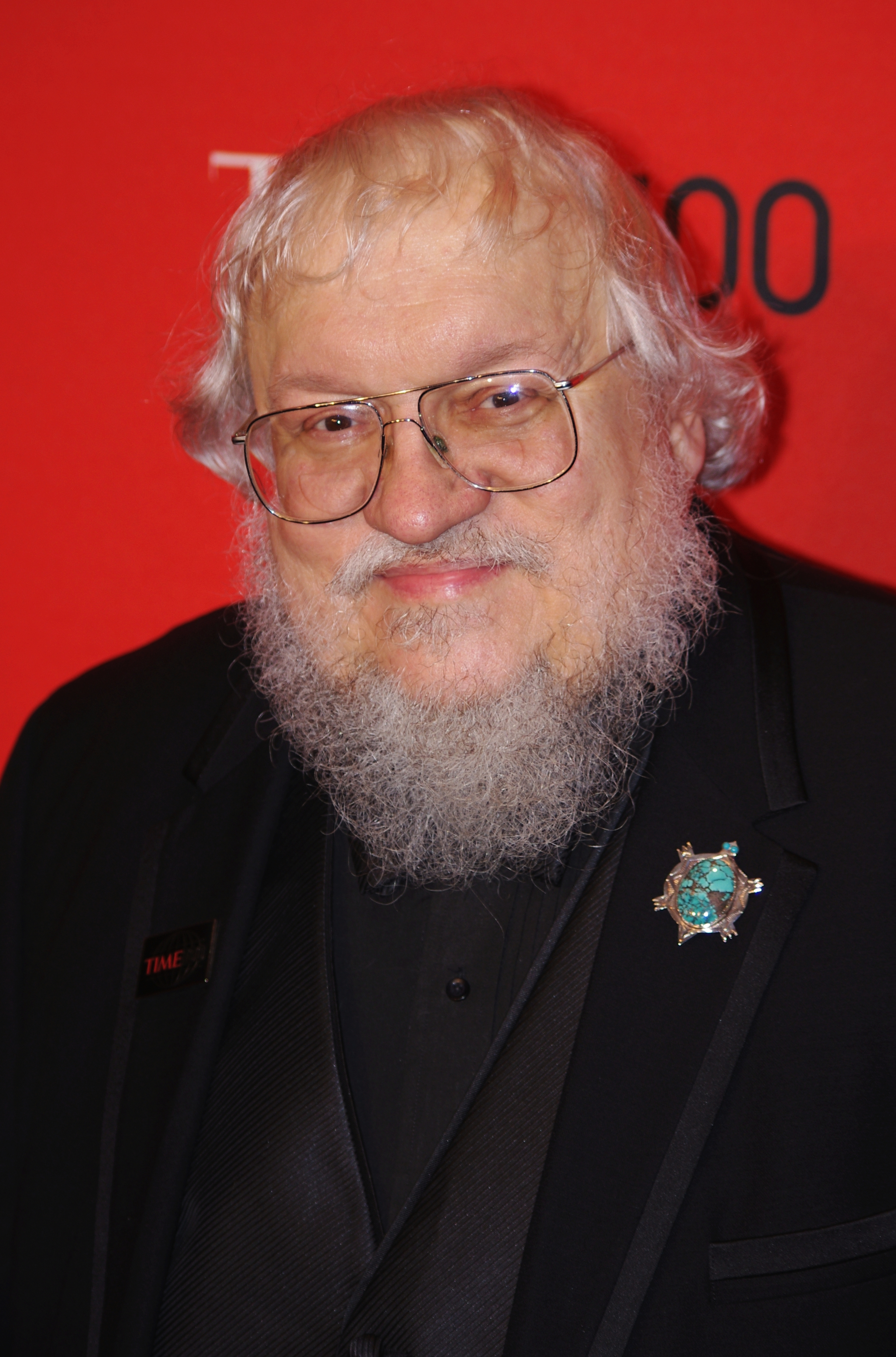
George R. R. Martin

Die Entwicklung der Serie begann im Januar 2007, nachdem HBO die Filmrechte an den Romanen Das Lied von Eis und Feuer erworben hatte. David Benioff und D. B. Weiss schrieben die Drehbücher und waren Executive Producer. Die Serie sollte in jeder Staffel die Geschichte eines Romans erzählen. Ursprünglich war geplant, dass Benioff und Weiss zusammen mit George R. R. Martin jede Episode jeder Staffel schreiben würden, später wurde aber bekannt, dass Jane Espenson und Bryan Cogman je eine Episode der ersten Staffel schreiben würden.
„Die Sopranos in Mittelerde“ schlug Benioff scherzhaft als Slogan für die TV-Adaption vor, unter Bezugnahme auf ihren mit Intrigen gefüllten Inhalt und ihren dunklen Ton in einer Fantasy-Serie. Zwar bleibt die Serie eindeutig dem Fantasy-Genre zugehörig, doch spielen die fantastischen Elemente gegenüber der Geschichte und den Charakteren eine eher untergeordnete Rolle. Dementsprechend bemerkte HBO-Programmchef Michael Lombardo, dass die Erzählung einer interessanten und komplexen Geschichte, und weniger fantasytypische Elemente, wie Magie oder exotische Schauplätze, bei der Serie im Vordergrund stehe. Den ersten und zweiten Entwurf des Drehbuches zur Pilotfolge schrieben Benioff und Weiss zusammen, beide wurden im August 2007 und Juni 2008 vorgelegt. Obwohl HBO beide Entwürfe gefielen, wurde erst im November 2008 eine Pilotfolge bestellt, eine Verzögerung, die auf den 2007–2008 Writers Guild of America Strike zurückzuführen ist.
Der Linguist David J. Peterson entwickelte in acht Monaten die Kunstsprache Dothraki mit 3250 Wörtern und Zahlen und eigener grammatischen Struktur, die das Volk der Dothraki und ihr Anführer Khal Drogo in der Fernsehserie sprechen.
Es gibt Begrüßungen wie „M’athchomaroon!“ (Hallo!), Trinksprüche wie „Hajas!“ (Sei stark!) und Befehle wie „Azzohi haz khogare“ (Stell das Fass ab) und Ausrufe wie „Vezh fin saja rhaesheseres vo zigereo adoroon shiqethi!“ (Der Hengst, der die Welt unterwirft, braucht keine eisernen Stühle).
Obwohl das Budget von Game of Thrones mit dem von Rom verglichen wurde, schien das Projekt zunächst kostspieliger zu sein, als es letztendlich war. Trotzdem kostete die Pilotfolge zwischen 5 und 10 Millionen US-Dollar, während das Gesamtbudget der ersten Staffel auf etwa 50 bis 60 Millionen US-Dollar geschätzt wurde. Die nordirische Filmförderung unterstützte die Produktion mit Steuererleichterungen von 5,2 Millionen US-Dollar.
Nach nur einer ausgestrahlten Episode verlängerte HBO die Serie für eine zweite Staffel, deren Produktion am 25. Juli 2011 begann.
Am 10. April 2012 bestellte HBO eine dritte Staffel.
Die dritte Staffel umfasst inhaltlich etwa die Hälfte von A Storm of Swords, George Martins dritten Originalband von Das Lied von Eis und Feuer, der für eine Staffel zu umfangreich ist.
Am 2. April 2013, zwei Tage nach Ausstrahlung der ersten Folge der dritten Staffel, bestellte HBO eine vierte Staffel.
Am 8. April 2014, erneut lediglich zwei Tage nach der Staffelpremiere, wurde die Serie für die Staffeln fünf und sechs verlängert. Dem vorausgegangen war eine Vertragsverlängerung der beiden Showrunner Benioff und Weiss, ebenfalls bis zur sechsten Staffel.

### Casting

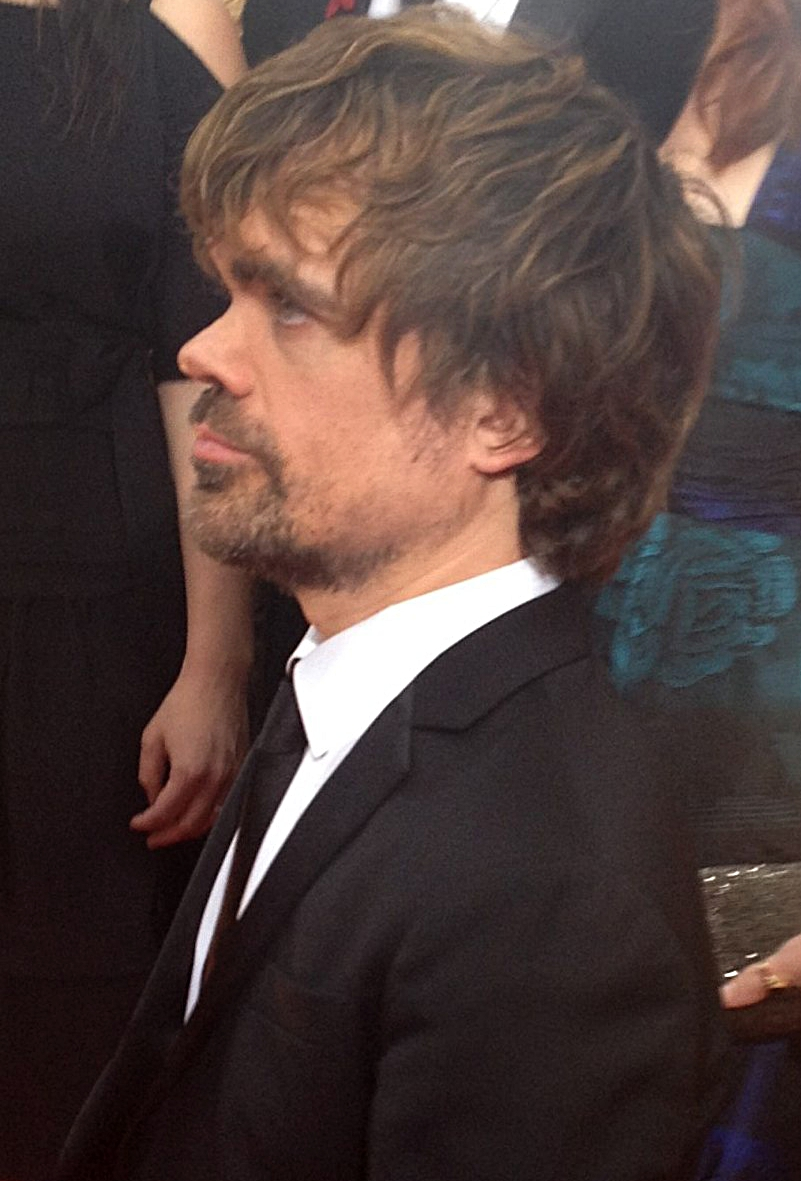
Peter Dinklage (Tyrion Lennister)

Obwohl es sich um eine US-Produktion handelt, wurden die Rollen überwiegend mit europäischen Schauspielern besetzt. Am 5. Mai 2009 wurde bekannt, dass Peter Dinklage für die Rolle des Tyrion Lennister in der Serie unterschrieben hatte und Tom McCarthy Regie führen würde. Kurz danach veränderten Unbekannte das Profil von Holly Marie Combs in der Internet Movie Database, um anzugeben, dass sie als Catelyn Stark angeworben wurde, was die Produzenten David Benioff und D. B. Weiss aber dementierten. Anfang August wurde bekannt, dass Catelyn von Jennifer Ehle dargestellt werden würde.
Am 19. Juli 2009 wurden eine Reihe von Besetzungsentscheidungen getroffen, darunter Sean Bean für die Rolle des Ned Stark. Andere Schauspieler, die für die Pilotfolge besetzt wurden, waren Kit Harington in der Rolle von Jon Schnee, Jack Gleeson als Joffrey Baratheon, Harry Lloyd als Viserys Targaryen und Mark Addy als Robert Baratheon.
Am 20. August 2009 wurden weitere Besetzungen bekannt, darunter Nikolaj Coster-Waldau als Jaime Lennister, Tamzin Merchant als Daenerys Targaryen, Richard Madden in der Rolle des Robb Stark, Iain Glen als Ser Jorah Mormont, Alfie Allen als Theon Graufreud sowie Sophie Turner und Maisie Williams als Sansa und Arya Stark. Am 1. September 2009 wurde bekannt, dass Lena Headey die Rolle der Cersei Lennister übernehmen würde. Am 23. September 2009 bestätigte Martin, dass Rory McCann als Sandor Clegane sowie am 14. Oktober, dass Isaac Hempstead-Wright als Bran Stark besetzt wurde, gefolgt von einer Ankündigung, dass Jason Momoa die Rolle des Khal Drogo übernehmen würde. Nachdem die Aufnahmen zur Pilotfolge abgeschlossen waren und für die erste Staffel zehn Episoden bestellt waren, gab HBO bekannt, dass die Rolle der Catelyn mit Michelle Fairley sowie die Rolle der Daenerys mit Emilia Clarke neu besetzt wurden.
Am 19. Juli 2011 berichtete das Magazin Entertainment Weekly, dass Carice van Houten in der zweiten Staffel als Priesterin Melisandre und Stephen Dillane als Königsbruder Stannis Baratheon zu sehen sein werden. Zudem wurde bekannt, dass Gemma Whelan die Rolle von Yara Greyjoy (im Roman Asha Greyjoy) und Nonso Anozie die Rolle des Xaro Xhoan Daxos übernehmen wird sowie der deutsche Schauspieler Tom Wlaschiha als Jaqen H’ghar zu sehen sein wird. Der irische Schauspieler Michael McElhatton übernahm die Rolle von Roose Bolton, Lord von Grauenstein.

### Dreharbeiten

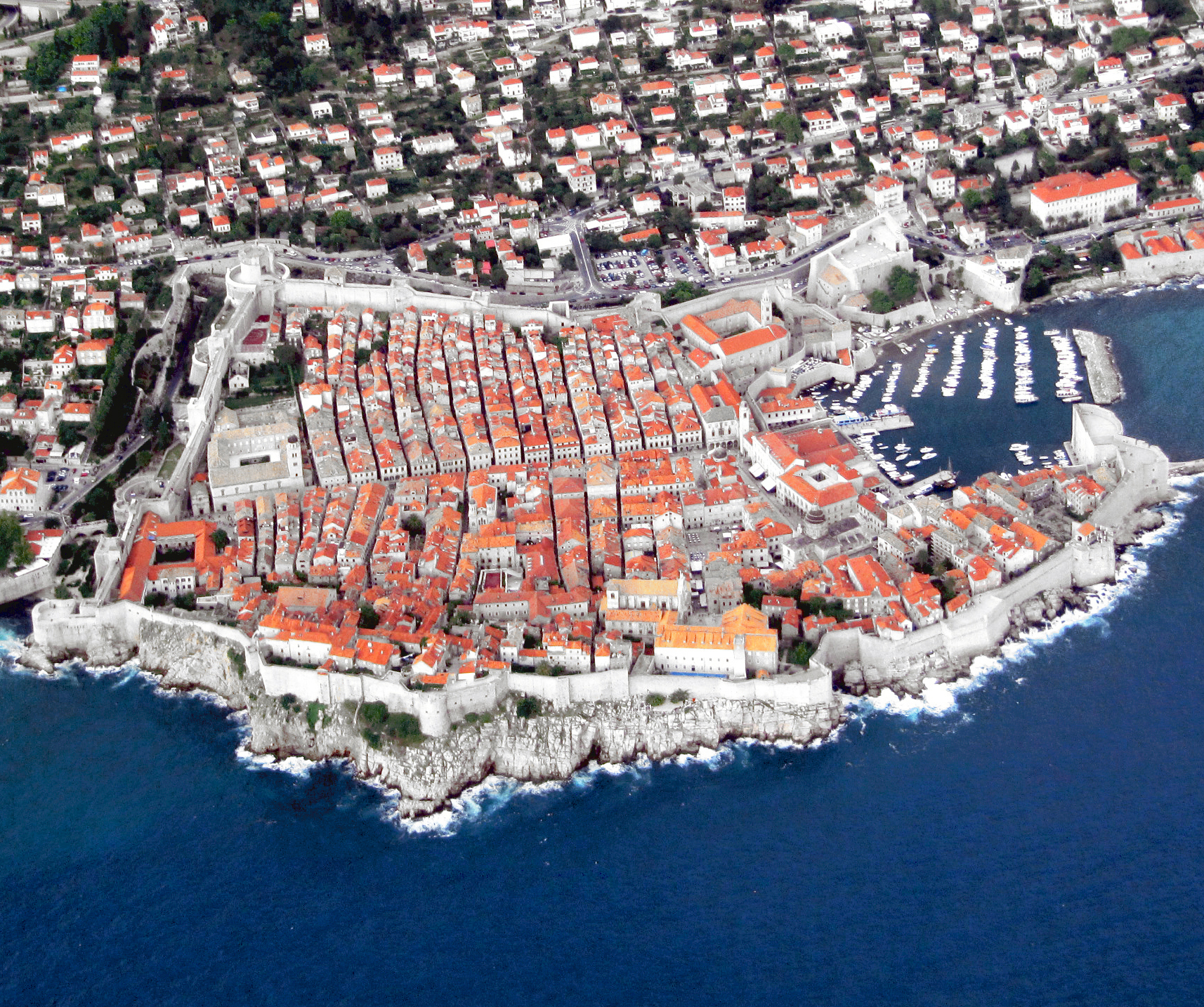
Die kroatische Stadt Dubrovnik, Drehort für Königsmund ab Staffel 2

Die Dreharbeiten für die erste Staffel der Serie begannen am 26. Juli 2010, mit den Hauptdrehorten Paint Hall Studios in Belfast, Nordirland und Mdina auf Malta. Die Pilotfolge, die bereits 2009 entstand, wurde unter anderem in Carncastle, Shane’s Castle, Castle Ward, Magheramorne Tollymore Park in Nordirland und Doune Castle in Schottland gedreht. Außerdem fanden in Marokko Dreharbeiten statt, beispielsweise in Marrakesch und Ouarzazate.
Die Dreharbeiten für die zweite Staffel begannen am 25. Juli 2011. Ein Filmset befand sich unter anderem an der Downhill Beach im County Antrim, Nordirland. Ein bedeutender Teil der Dreharbeiten zur zweiten Staffel wurde in Kroatien durchgeführt, das Umland von Dubrovnik und die Stadt selbst wurden dabei als Drehstandorte genutzt. Dubrovnik ersetzte damit Malta als Drehort für Königsmund sowie den Roten Bergfried. Auf der kroatischen Insel Lokrum und im Steinbruch von Dubac wurden die Szenen für die Stadt Qarth, nahe dem Jade-Meer, gedreht.
Für die dritte Staffel wurde wieder Dubrovnik als Drehstandort genutzt. Als neuer Drehort für die dritte Staffel kam Essaouira in Marokko hinzu, dort wurde die weitere Handlung um Daenerys Targaryen gedreht.
Dreharbeiten für die vierte Staffel fanden unter anderem wieder in Kroatien statt. So diente Dubrovnik erneut als Kulisse für die Hauptstadt. Die kroatische Hafenstadt Split kam in der vierten Staffel als neuer Drehstandort hinzu.
In der fünften Staffel wurde in Sevilla und in der Kleinstadt Osuna in Andalusien gedreht.
Die Wälder, Dörfer und Landschaften von Mittelwesteros wurden größtenteils in Nordirland gedreht, während für die nördlichen Gebiete, einschließlich der Berge und Eiswüste nördlich der Mauer, Island als Drehort diente.

### Musik
Den Soundtrack der Serie schrieb der Deutsch-Iraner Ramin Djawadi.

### Visuelle Effekte
Der Großteil der visuellen Effekte wird seit der zweiten Staffel von dem Frankfurter Unternehmen Pixomondo und seit der vierten Staffel vom in Stuttgart ansässigen Unternehmen Mackevision erstellt.
Die visuellen Effekte, vor allem die Hintergrundkulissen, wurden größtenteils in 2½D realisiert, um den Arbeitsaufwand überschaubar zu halten. Beispielsweise wurde Burg Winterfell grob in 3D modelliert und texturiert. Für jede Einstellung wurden 2D-Ansichten der Burg mit korrekter Perspektive und Beleuchtung gerendert und händisch mit mehr Details versehen. Diese detailreichen Bilder wurden dann zurück auf das 3D-Modell projiziert und mit den Filmaufnahmen zur finalen Szene zusammengesetzt.

## Besetzung und Synchronisation
Die deutsche Synchronisation entsteht unter der Dialogregie von Jan Odle nach den Dialogbüchern von Odle (Staffeln 1–7), Tobias Neumann (Staffeln 6–8), Heiko Feld und Stefan Sidak (Staffel 2) durch die Synchronfirma Film- & Fernseh-Synchron GmbH (FFS) in München. Im Mai 2019 wurde die Serie mit dem Deutschen Preis für Synchron in der Kategorie Beste Dramaserie ausgezeichnet.

## Episodenliste
| Staffel | Episodenanzahl | Literaturbezug       | Erstausstrahlung USA | Erstausstrahlung USA | Deutschsprachige Erstausstrahlung | Deutschsprachige Erstausstrahlung |
| Staffel | Episodenanzahl | Literaturbezug       | Staffelpremiere      | Staffelfinale        | Staffelpremiere                   | Staffelfinale                     |
| ------- | -------------- | -------------------- | -------------------- | -------------------- | --------------------------------- | --------------------------------- |
| 1       | 10             | A Game of Thrones    | 17. April 2011       | 19. Juni 2011        | 2. November 2011                  | 4. Januar 2012                    |
| 2       | 10             | A Clash of Kings     | 1. April 2012        | 3. Juni 2012         | 23. Mai 2012                      | 26. Juli 2012                     |
| 3       | 10             | A Storm of Swords    | 31. März 2013        | 9. Juni 2013         | 19. Mai 2013                      | 21. Juli 2013                     |
| 4       | 10             | A Storm of Swords    | 6. April 2014        | 15. Juni 2014        | 2. Juni 2014                      | 4. August 2014                    |
| 5       | 10             | A Feast for Crows    | 12. April 2015       | 14. Juni 2015        | 27. April 2015                    | 29. Juni 2015                     |
| 5       | 10             | A Dance with Dragons | 12. April 2015       | 14. Juni 2015        | 27. April 2015                    | 29. Juni 2015                     |
| 6       | 10             | The Winds of Winter  | 24. April 2016       | 26. Juni 2016        | 25. April 2016                    | 27. Juni 2016                     |
| 7       | 7              | The Winds of Winter  | 16. Juli 2017        | 27. August 2017      | 17. Juli 2017                     | 28. August 2017                   |
| 7       | 7              | A Dream of Spring    | 16. Juli 2017        | 27. August 2017      | 17. Juli 2017                     | 28. August 2017                   |
| 8       | 6              | 14. April 2019       | 19. Mai 2019         | 15. April 2019       | 20. Mai 2019                      |                                   |

## Ausstrahlung

### Vereinigte Staaten
Die erste Staffel wurde von April bis Juni 2011 von HBO in den USA ausgestrahlt. Die Einschaltquoten, die im Laufe der ersten Staffel stiegen, waren für HBO zufriedenstellend: Wiederholungen, Digital Video Recorder und On-Demand eingeschlossen, sahen im Durchschnitt 8,3 Millionen Zuschauer die Sendung.
Die Ausstrahlung der ebenfalls zehn Folgen umfassenden zweiten Staffel erfolgte zwischen dem 1. April und dem 3. Juni 2012.
Die Ausstrahlung der dritten Staffel fand vom 31. März bis zum 9. Juni 2013 auf HBO statt. Die erste Folge erzielte mit 4,4 Millionen Zuschauern bei der Erstausstrahlung die bis dahin höchste Einschaltquote der Serie.
Die vierte Staffel wurde vom 6. April bis zum 15. Juni 2014 ausgestrahlt.
Die erste Folge der vierten Staffel erzielte mit 6,6 Millionen Zuschauern die höchste Einschaltquote auf HBO seit der finalen Folge der Serie The Sopranos im Jahr 2007.
Gegenüber dem Finale der dritten Staffel erreichte die letzte Episode der vierten Staffel 32 Prozent mehr Zuschauer, insgesamt sahen 7,1 Millionen zu.
Die fünfte Staffel wurde vom 12. April bis zum 14. Juni 2015 auf HBO ausgestrahlt.
Die Ausstrahlung der sechsten Staffel erfolgte vom 24. April bis zum 26. Juni 2016, die Ausstrahlung der siebten Staffel vom 16. Juli bis 27. August 2017.
Smart-TV
Mit der HBO Now App für Android TV können Abonnenten des kostenpflichtigen Dienstes Game of Thrones auf zahlreichen unterstützten Geräten anschauen. Google Chromecast, Roku und Amazon Fire TV werden ebenfalls unterstützt.
Am 9. März 2015 kündigte Apple eine Partnerschaft mit HBO an.
Dadurch gibt es in den USA die Möglichkeit, ab April 2015 HBO NOW kostenpflichtig zu abonnieren und Game of Thrones auf Apple TV, iPhone, iPad und iPod Touch anzuschauen.

### Deutschland
In Deutschland wird die Serie im Pay-TV von TNT Serie und bei Sky Deutschland von Sky Atlantic HD (auf beiden Sendern im Zweikanalton), sowie im Free-TV von RTL II verbreitet.

#### Pay-TV
Bei TNT Serie begann die Ausstrahlung der ersten Staffel am 2. November 2011 und endete am 4. Januar 2012. Die Premierenfolge auf TNT Serie hatte eine für diesen Sender sehr gute Einschaltquote. Durchschnittlich 90.000 Zuschauer brachten einen Marktanteil von 0,3 Prozent beim Gesamtpublikum. Mit 80.000 Zuschauern der werberelevanten Zielgruppe der 14- bis 49-Jährigen lag der durchschnittliche Marktanteil bei 0,6 Prozent.
Der durchschnittlich erreichte Marktanteil des Senders zur Zeit der Ausstrahlung lag bei 0,1 Prozent Marktanteil beim Gesamt- und werberelevanten Publikum. Sky Atlantic HD sendete die zweite Staffel wöchentlich vom 23. Mai bis zum 26. Juli 2012, die dritte Staffel lief vom 19. Mai bis zum 21. Juli 2013.
Ab dem 2. Juni 2014 fand dort die Ausstrahlung der vierten Staffel statt.
Ab dem 27. April 2015 erfolgte die deutsche Erstausstrahlung der synchronisierten Fassung der fünften Staffel auf Sky Atlantic HD. Dort wurde die sechste Staffel ab dem 25. April 2016 und damit einen Tag nach der US-Ausstrahlung, gesendet.
Die siebte Staffel war ab der Nacht vom 16. auf den 17. Juli 2017 wieder parallel zur HBO-Ausstrahlung auf Sky Atlantic HD zu sehen.

#### Free-TV
Die Free-TV-Ausstrahlung der ersten Staffel sendete der Sender RTL II vom 23. bis zum 25. März 2012, wobei immer drei bzw. vier Folgen zur Hauptsendezeit bis in die Nacht gezeigt wurden. Am Premierentag erreichten die ersten drei Episoden eine durchschnittliche Einschaltquote von 1,87 Millionen (6,8 Prozent) beim Gesamtpublikum und 1,16 Millionen (10,8 Prozent) bei der werberelevanten Zielgruppe.
Die vier Episoden am zweiten Tag erzielten eine durchschnittliche Einschaltquote von 1,72 Millionen (6,7 Prozent) beim Gesamtpublikum und 1,1 Millionen (10,5 Prozent) bei der werberelevanten Zielgruppe. Bei der Ausstrahlung der letzten drei Folgen am 25. März 2012 ging der Anteil der werberelevanten Zielgruppe zwar auf 0,98 Millionen (7,5 Prozent) zurück, dennoch wird das Experiment einer „Marathon-Ausstrahlung“ als Erfolg betrachtet.
Aufgrund der vielen Gewalt- und Sexszenen sind acht der zehn Episoden für die Einstufung als FSK-12 gekürzt worden.
Im Nachtprogramm des nächsten Tages wurden diese Episoden dann von RTL II in der Originalfassung wiederholt. Auf dieselbe Art wurde die zweite Staffel vom 8. bis zum 10. März 2013 ausgestrahlt.
RTL II zeigte die dritte Staffel vom 28. Februar bis zum 16. März 2014 als Free-TV-Premiere. Die vierte Staffel wurde vom 13. Januar bis zum 3. Februar 2015 auf RTL II ausgestrahlt.
Die fünfte Staffel wurde vom 12. bis 15. Februar 2016 auf RTL II ausgestrahlt. Die sechste Staffel wurde vom 11. März 2017 bis zum 1. April 2017 auf RTL II ausgestrahlt.

### International
Die Serie wurde in über 80 Länder auf fünf Kontinenten verkauft, darunter Polen, Indien, China, Pakistan und Argentinien.

## Spin-off
Zunächst hatte der Sender HBO als erste Prequel-Serie von Game of Thrones den Titel The Long Night („Die lange Nacht“) oder Bloodmoon genannt. In dem Spin-off sollte die Vorgeschichte von Game of Thrones, zum Beispiel die wahre Herkunft der Weißen Wanderer, geschildert werden.
Stattdessen wurde als Spin-Off die Serie House of the Dragon gedreht, die 200 Jahre vor der Originalserie spielt und von der Herrschaft der Familie Targaryen handelt. Die erste Staffel der Serie wurde im Jahr 2022 ausgestrahlt, die zweite Staffel zwei Jahre später. Eine dritte Staffel folgt.
Mit A Knight of the Seven Kingdoms ist eine zweite Prequel-Serie in Entwicklung. Sie spielt etwa 90 Jahre vor Game of Thrones und hat die Abenteuer von Ser Duncan dem Großen und Aegon V. Targaryen zum Inhalt. Die erste Staffel soll Ende 2025 veröffentlicht werden.

## Unterschiede zum Buch
Wenngleich sich die Serie allgemein relativ eng an die Buchvorlage hält, existieren einige Abweichungen, die vor allem in den späteren Staffeln recht stark ausgeprägt sind. Einige Personen wurden aus dramaturgischen Gründen gestrichen oder tauchen erst später auf, während z. B. die Prostituierte Ros oder der Vasall Locke völlig neue Charaktere sind. Ebenso entfielen manche Szenen, wofür jedoch andere hinzugefügt wurden. Ab der sechsten Staffel standen die Produzenten der Serie vor dem Problem, die Buchreihe weitestgehend „überholt“ zu haben, da die von Martin geplanten letzten zwei Romane immer noch unveröffentlicht sind. Es ist unklar, inwiefern sich die zukünftig erscheinenden Romane inhaltlich mit den letzten drei Staffeln der Serie decken werden.
In der Serie sind seit dem Sturz der Targaryens 17 Jahre vergangen. Im Buch sind es ganz zu Beginn von A Game of Thrones 14 Jahre nach dem Sturz bzw. 15 Jahre nach Beginn des damaligen Bürgerkriegs. Damit soll dem in der Serie erhöhten Alter der Charaktere Rechnung getragen werden, das pauschal um einige Jahre erhöht wurde. Martin gab an, das junge Alter der Romanfiguren sei der geringeren Lebenserwartung und früheren Mündigkeit im Mittelalter geschuldet, worauf er bei seinen umfangreichen Recherchen gestoßen sei.
Die Anpassung erfolgte nach Angaben der Produzenten aus verschiedenen Gründen. So sollte damit die Darstellung teils handlungsrelevanter drastischer Gewalttaten und Sexszenen ohne die Mitwirkung von Kinderdarstellern ermöglicht werden, die Arbeitszeiten erwachsener Schauspieler sind flexibler, die Schauspieler erfahrener und die Lebenserfahrung der im Buch jungen Charaktere wird von älteren Figuren angemessen verkörpert.
Die zweite Staffel folgt der Handlung in A Clash of Kings, allerdings ebenfalls mit zahlreichen und nun deutlicheren Abweichungen sowie fehlenden bzw. neuen Szenen (so die mit Tywin Lennister und Arya Stark in Harrenhal). In der dritten Staffel wird die erste Hälfte von A Storm of Swords verfilmt, ebenfalls mit mehreren Abweichungen und Modifikationen.
Benioff und Weiss, die Produzenten der Serie, betonten, dass ab der 2. Staffel keine reine Buch-Serien-Adaptation vorgesehen sei, sondern vielmehr der gesamte Stoff von A Song of Ice and Fire adaptiert wird, wobei Teile aus anderen Büchern in die jeweilige Staffel einfließen können. Dementsprechend wurden speziell seit der fünften Staffel starke Änderungen zum Buch vorgenommen, so dass viele Geschichten nur mehr grob oder gar nicht der Handlung aus den Büchern folgen. Diverse in den Büchern relevante Charaktere (wie Lady Steinherz oder der Junge Greif) kommen in der Serie nicht vor.
Siehe auch: Staffeln 1, 2, 3, 4, 5, 6, 7, 8

## Rezeption

### Kritik
Game of Thrones ist aufgrund stetig steigender Zuschauerzahlen und aufgrund der lukrativen Vermarktung der größte Erfolg für HBO seit der Mafiaserie Die Sopranos; im Juni 2014 gab HBO bekannt, dass die Serie nun die erfolgreichste in der Geschichte des Senders sei. Game of Thrones entwickelte sich im anglo-amerikanischen Raum zu einer beim Publikum populären Serie, die von Kritikern positiv aufgenommen wurde. Die letzte Staffel und insbesondere das Finale wurden vom Publikum deutlich negativer aufgenommen als die vorangegangenen Staffeln. Mehrere Nachrichtenagenturen beschrieben die Serie als die am meisten erwartete Fernsehserie des Jahres 2011.
Bei Metacritic hat
- die 1. Staffel der Serie einen Metascore von 80/100, basierend auf 28 Rezensionen,[99]
- die 2. Staffel einen Metascore von 90/100, basierend auf 26 Rezensionen,[100]
- die 3. Staffel einen Metascore von 91/100, basierend auf 25 Rezensionen,[101]
- die 4. Staffel einen Metascore von 94/100, basierend auf 29 Rezensionen,[102]
- die 5. Staffel einen Metascore von 91/100, basierend auf 29 Rezensionen,[103]
- die 6. Staffel einen Metascore von 73/100, basierend auf 9 Rezensionen,[104]
- die 7. Staffel einen Metascore von 77/100, basierend auf 12 Rezensionen,[105] und
- die 8. Staffel einen Metascore von 75/100, basierend auf 13 Rezensionen.[106]

In der IMDb hat die Serie ein Rating von 9,3/10, basierend auf über 2 Millionen abgegebenen Stimmen.
Die gesamte Serie hat einen Metascore von 86/100 bei 171 Kritiken.

“Edgy, violent, moving, agreeably complex, darkly funny, fast-paced, nudity-embracing and possessed of an army of compelling characters, HBO’s Game of Thrones is an A+ entertainment and the season’s best new series. I wager it may even end “Mad Men’s” long reign as Emmy’s best drama.”

„Bahnbrechend, brutal, bewegend, angenehm komplex, düster-witzig, rasant, Nacktheit begrüßend und mit einem ganzen Heer fesselnder Figuren besetzt ist HBOs Game of Thrones beste Unterhaltung und die beste neue Serie der Saison. Ich wette, dass sie bei den Emmys sogar die lange Regentschaft von Mad Men als beste Drama-Serie beenden könnte.“

“Thrones is unsentimental and often brutal. It’s also shaping up to be the most immersive grownup adventure TV has produced since Lost”

„Thrones ist unsentimental und oft brutal. Es entwickelt sich auch zur fesselndsten Abenteuer-Serie für Erwachsene, die das Fernsehen seit Lost produziert hat.“

“…a great and thundering series of political and psychological intrigue bristling with vivid characters, cross-hatched with tantalizing plotlines and seasoned with a splash of fantasy. Game of Thrones quickly finds that rare alchemy of action, motivation and explanation, proving, once again, that the epic mythology remains the Holy Grail of almost any medium.”

„…eine großartige und kolossale Serie über politische und psychologische Intrigen, die nur so strotzt vor lebendigen Charakteren, gepaart mit spannenden Handlungssträngen und gewürzt mit einer Prise Fantasy. Game of Thrones findet schnell diese seltene Mischung aus Action, Motivation und Erklärung, welche wieder einmal beweist, dass die epische Mythologie der Heilige Gral fast jedes Erzählmediums bleibt.“

„Und in der Tat überzeugt Game of Thrones in seinem mittelalterlichen Gepräge wie einst die zumindest in Amerika erfolgreiche Mafia-Serie. Die dichte Verflechtung ganz jetztzeitigen, generationenübergreifenden politischen Machtgerangels, mittelalterlicher Schwere und einer weiträumigen, magischen und unerbittlichen Natur aus Martins Romanen ins Fernsehen zu übersetzen ist den Drehbuchautoren David Benioff und D.B. Weiss so gut gelungen, dass eine Handvoll niedlicher Wolfswelpen die weitaus uninteressantesten Geschöpfe dieses Universums sind.“

„Nach etwas mehr als fünf Staffeln Anti-Empathie-Kur ist kaum noch etwas in mir, das zu einer Regung fähig wäre. Was soll’s, ich bin gereinigt vom Mitleid, diesem Laster, das schon den alten Griechen und den Aufklärern ein Gräuel war. Folter in Ägypten, Mexiko und Guantánamo? Okay, zur Kenntnis genommen. Juckt mich nicht, immerhin habe ich mir eben noch reingezogen, wie jemandem am Andreaskreuz die Haut abgeschält und der Penis abgeschnitten wurde.“

### Preise und Nominierungen
American Film Institute Award
- AFI TV Award 2011
- AFI TV Award 2012
- AFI TV Award 2013

Emmy-Verleihung
- 2011 (13 Nominierungen, 2 Auszeichnungen)

- Emmy – Outstanding Main Title Design
- Emmy – Outstanding Supporting Actor in a Drama Series – Peter Dinklage

- 2012 (12 Nominierungen, 6 Auszeichnungen)

- Emmy – Outstanding Art Direction for a Single-Camera Series
- Emmy – Outstanding Costumes for a Series
- Emmy – Outstanding Makeup for a Single-Camera Series (Non-Prosthetic)
- Emmy – Outstanding Sound Editing for a Series
- Emmy – Outstanding Sound Mixing for a Drama Series (1 hour)
- Emmy – Outstanding Special Visual Effects

- 2013 (17 Nominierungen, 2 Auszeichnungen)

- Emmy – Outstanding Makeup for a Single-Camera Series (Non-Prosthetic)
- Emmy – Outstanding Special Visual Effects

- 2014 (20 Nominierungen, 4 Auszeichnungen)

- Emmy – Outstanding Art Direction for a Single-Camera Fantasy Series
- Emmy – Outstanding Costumes For A Series
- Emmy – Outstanding Prosthetic Makeup For A Series
- Emmy – Outstanding Special And Visual Effects

- 2015 (24 Nominierungen, 12 Auszeichnungen)

- Emmy – Outstanding Drama Series
- Emmy – Outstanding Directing for a Drama Series
- Emmy – Outstanding Writing for a Drama Series
- Emmy – Outstanding Supporting Actor in a Drama Series – Peter Dinklage
- Emmy – Outstanding Casting for a Drama Series
- Emmy – Outstanding Make-up for a Single-Camera Series (Non-Prosthetic)
- Emmy – Outstanding Single-Camera Picture Editing for a Drama Series
- Emmy – Outstanding Production Design for a Narrative Contemporary or Fantasy Program (One Hour or More)
- Emmy – Outstanding Sound Editing for a Series
- Emmy – Outstanding Sound Mixing for a Comedy or Drama Series (One Hour)
- Emmy – Outstanding Special Visual Effects
- Emmy – Outstanding Stunt Coordination for a Drama Series, Limited Series, or Movie

- 2016 (23 Nominierungen, 12 Auszeichnungen)

- Emmy – Outstanding Drama Series
- Emmy – Outstanding Directing for a Drama Series
- Emmy – Outstanding Writing for a Drama Series
- Emmy – Outstanding Casting for a Drama Series
- Emmy – Outstanding Prosthetic Makeup for a Series, Limited Series, Movie or a Special
- Emmy – Outstanding Make-up for a Single-Camera Series (Non-Prosthetic)
- Emmy – Outstanding Single-Camera Picture Editing for a Drama Series
- Emmy – Outstanding Production Design for a Narrative Contemporary or Fantasy Program (One Hour or More)
- Emmy – Outstanding Sound Editing for a Series
- Emmy – Outstanding Sound Mixing for a Comedy or Drama Series (One Hour)
- Emmy – Outstanding Special Visual Effects
- Emmy – Outstanding Stunt Coordination for a Drama Series, Limited Series, or Movie

- 2018 (22 Nominierungen, 9 Auszeichnungen)
  - Emmy – Outstanding Drama Series
  - Emmy – Outstanding Music Composition for a Series
  - Emmy – Outstanding Supporting Actor in a Drama Series – Peter Dinklage
  - Emmy – Outstanding Special Visual Effects
  - Emmy – Outstanding Production Design for a narrative Period or Fantasy Program (One Hour or More)
  - Emmy – Outstanding Prosthetic Makeup for a Series, Limited Series, Movie or a Special
  - Emmy – Outstanding Sound Mixing for a Comedy or Drama Series (One Hour)
  - Emmy – Outstanding Stunt Coordination for a Drama Series, Limited Series, or Movie
  - Emmy – Outstanding Fantasy/Sci-Fi Costumes

- 2019 (32 Nominierungen, 12 Auszeichnungen)

- Emmy – Outstanding Drama Series
- Emmy – Outstanding Casting For A Drama Series
- Emmy – Outstanding Fantasy/Sci-Fi Costumes
- Emmy – Outstanding Makeup For A Single-Camera Series (Non-Prosthetic)
- Emmy – Outstanding Main Title Design
- Emmy – Outstanding Music Composition For A Series (Original Dramatic Score)
- Emmy – Outstanding Single-Camera Picture Editing For A Drama Series
- Emmy – Outstanding Sound Editing For A Comedy Or Drama Series (One Hour)
- Emmy – Outstanding Sound Mixing For A Comedy Or Drama Series (One Hour)
- Emmy – Outstanding Special Visual Effects
- Emmy – Outstanding Supporting Actor In A Drama Series – Peter Dinklage
- Emmy – Outstanding Stunt Coordination For A Drama Series, Limited Series Or Movie

Golden Globe Awards 2012 (2 Nominierungen)
- Golden Globe – Bester Nebendarsteller – Serie, Mini-Serie oder Fernsehfilm – Peter Dinklage

Jupiter-Filmpreis
- Jupiter 2014 – Beste TV-Serie international

Peabody Award
- Peabody Award 2012

Portal Award
- Portal Award 2011 – Best Actor/Television
- Portal Award 2011 – Best Episode/Television
- Portal Award 2011 – Best Series/Television

Scream Awards (8 Nominierungen)
- Scream Award 2011 – Bester Nebendarsteller – Peter Dinklage
- Scream Award 2011 – Beste TV-Show
- Scream Award 2011 – Beste Newcomerin (Breakout Performance) – Emilia Clarke

Screen Actors Guild Award
- 2012 – Bestes Stuntensemble
- 2013 – Bestes Stuntensemble
- 2014 – Bestes Stuntensemble
- 2015 – Bestes Stuntensemble in einer Fernsehserie

Television Critics Association Award
- TCA-Award 2011 – Outstanding New Program
- TCA-Award 2012 – Program of the Year
- TCA-Award 2013 – Outstanding Achievement in Drama

VES Awards
Game of Thrones und die daran tätigen VFX Artists haben 5 Mal in Folge den VES Award für Herausragende visuelle Effekte in einer fotorealistischen Serie gewonnen:
- 2012 – Valar Morghulis (Folge 2×10)
- 2013 – Valar Dohaeris (Folge 3×01)
- 2014 – Die Kinder (Folge 4×10)
- 2015 – Der Tanz der Drachen (Folge 5×09)
- 2016 – Die Schlacht der Bastarde (Folge 6×09)

## DVD- und Blu-ray-Veröffentlichungen
Am 6. März 2012 wurde die erste Staffel von Game of Thrones auf DVD (5 Discs) und Blu-ray im anglo-amerikanischen Raum veröffentlicht. Die Specials umfassen unter anderem Making-of, Charakterprofile, eine Einführung in die Geschichte von Westeros und weiteres Hintergrundmaterial. Die Verkaufszahlen waren mit rund 350.000 Einheiten innerhalb der ersten Woche bis dahin die höchsten in der Geschichte von HBO. Jeweils einen Tag nach bzw. einen Tag vor der US-Veröffentlichung erschien die erste Staffel im Vereinigten Königreich und Australien auf DVD und Blu-ray.
Deutschland:
- Staffel 1: 30. März 2012
- Staffel 2: 5. April 2013
- Staffel 3: 28. März 2014
- Staffel 4: 26. März 2015
- Staffel 5: 17. März 2016
- Staffel 6: 17. November 2016
- Staffel 7: 14. Dezember 2017
- Staffel 8: 3. Dezember 2019

Alle Staffeln wurden sowohl einzeln als auch als Komplettbox auf DVD, Blu-ray und Ultra HD Blu-Ray und in diversen, teilweise limitierten Sondereditionen veröffentlicht. Die Altersfreigabe liegt bei 16 Jahren.